# Cariátide

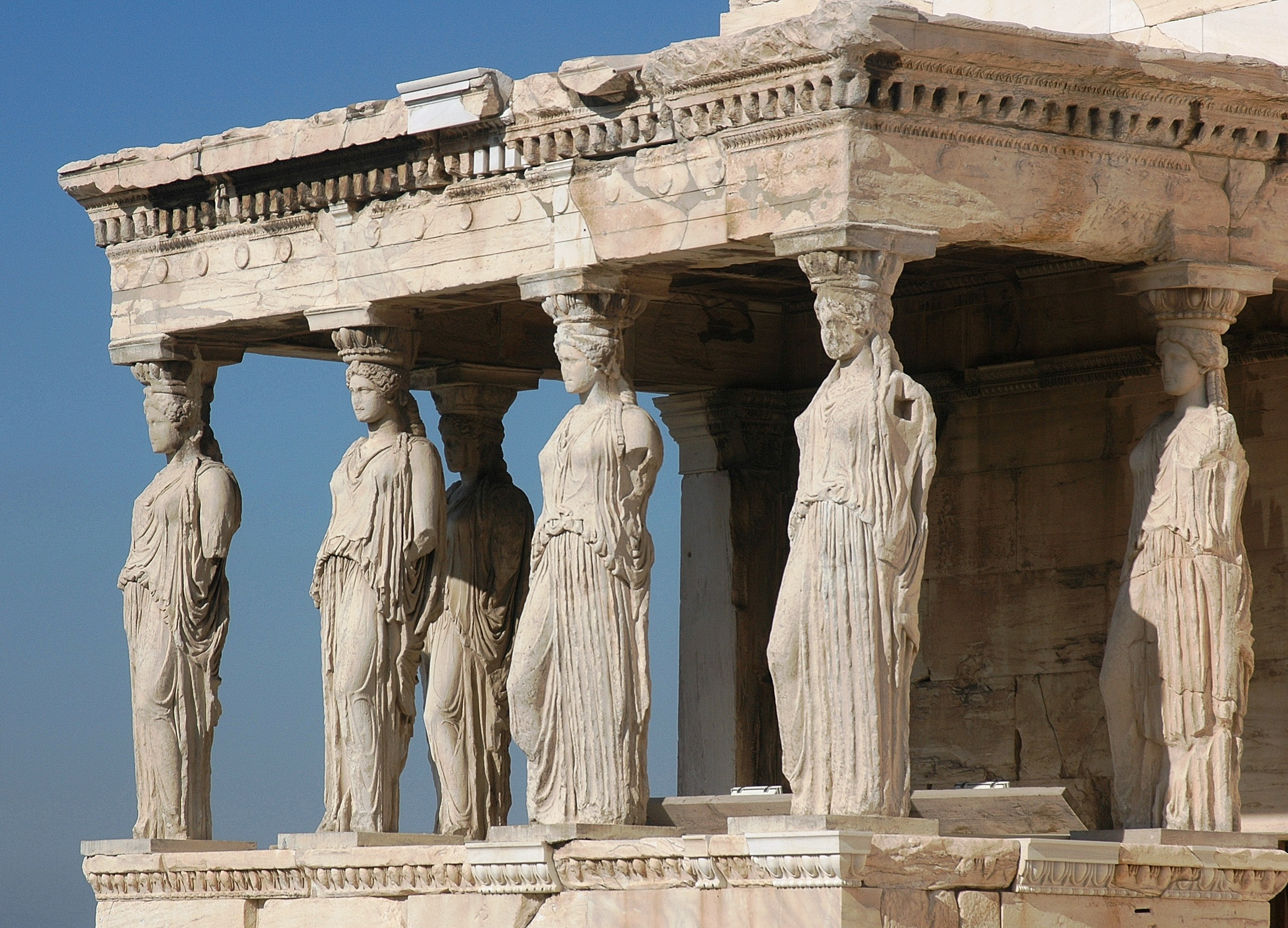
As cariátides, no Erecteion.

Uma Cariátide (grego: Καρυάτις, plural: Καρυάτιδες) é uma figura feminina esculpida servindo como um suporte de arquitetura tomando o lugar de uma coluna ou um pilar de sustentação com um entablamento na cabeça.
Cariátides em grego significa literalmente "moças de Karyai", uma antiga cidade do Peloponeso. Karyai teve um famoso templo dedicado à deusa Ártemis em sua manifestação de Ártemis Karyatis: "Como Karyatis ela se alegra nas danças da nogueira da aldeia  de Karyai, aqueles cariátides, que em seu êxtase, faziam sua dança circular levando em suas cabeças cestas de juncos, como se fossem plantas dançando".
As Cariátides mais famosas são as que servem de colunas do templo do Erecteion, erigido na Acrópole de Atenas no século V a.C. Mas foram utilizadas também em outros templos por toda a Antiguidade, e vêm sendo utilizadas até hoje.

## Gallery

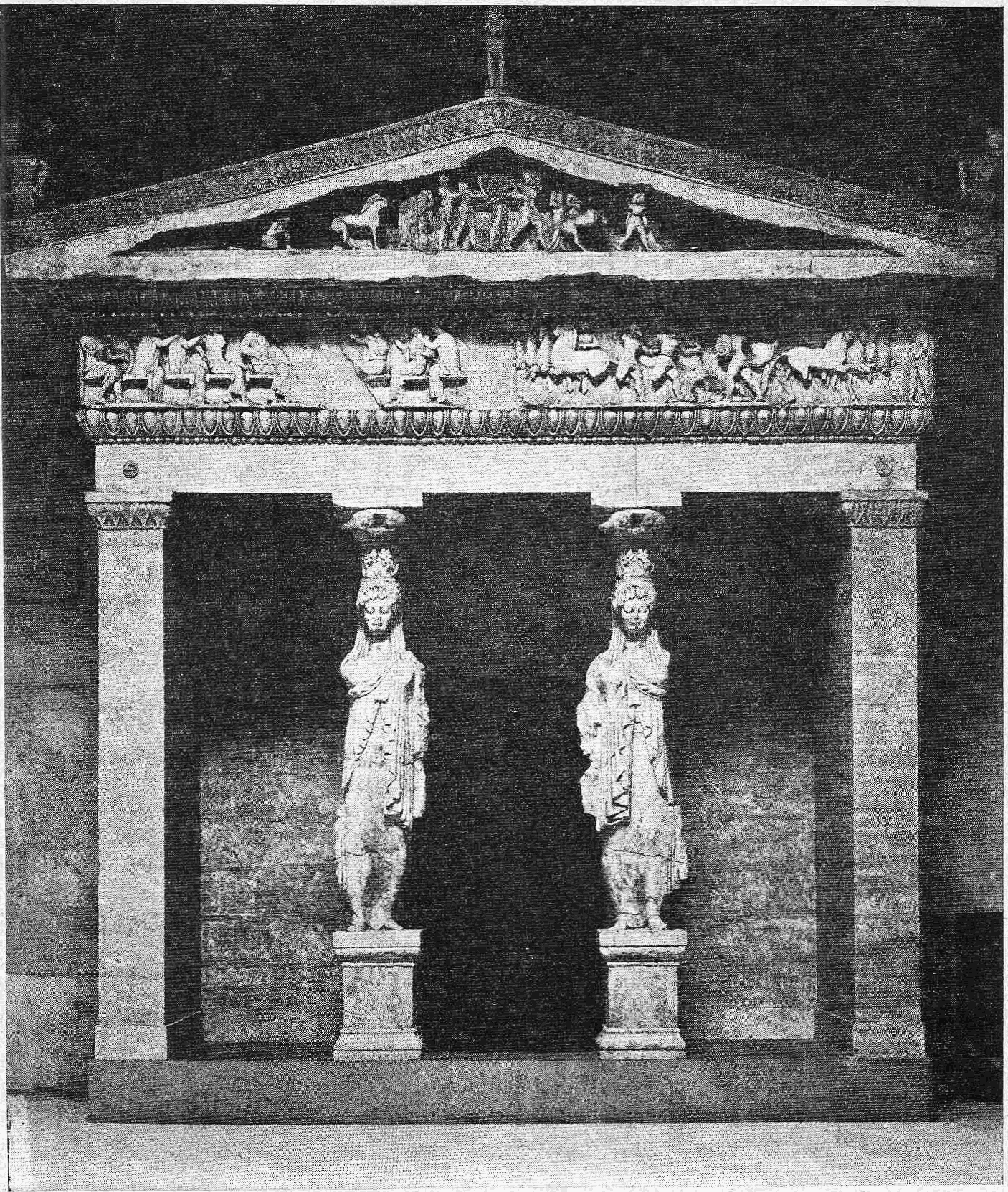
Grego antigo, cariátides do Tesouro Cnidiano, Predefinição:Cerca550 a.C., provavelmente mármore, Arqueológico de Delfos Museu, Delphi, Gréciae
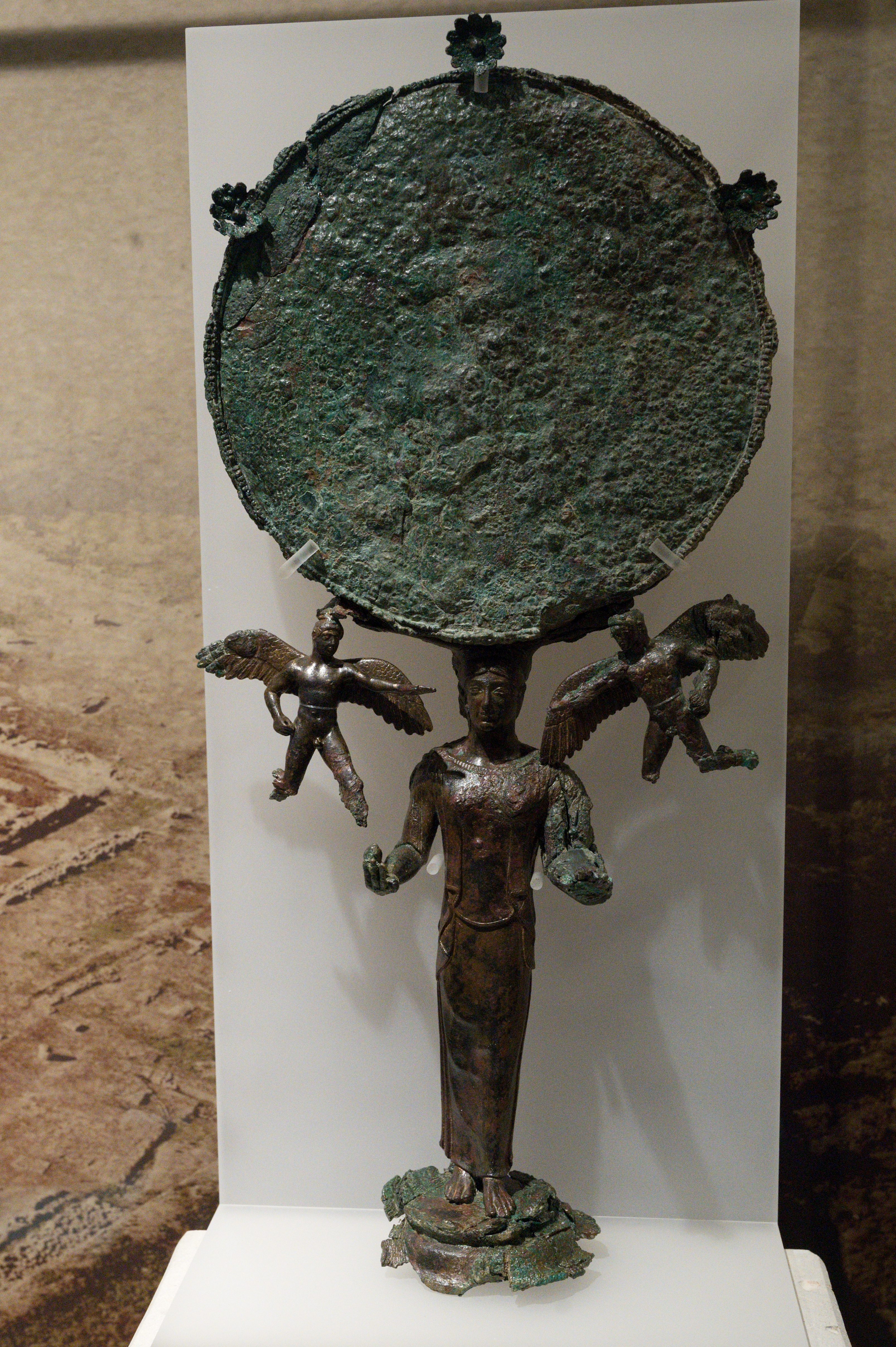
[[Ancient Greek art|Grego antigo espelho, século V a.C., bronze, Museu Arqueológico da Antiga Corinto, Corinto, Grécia
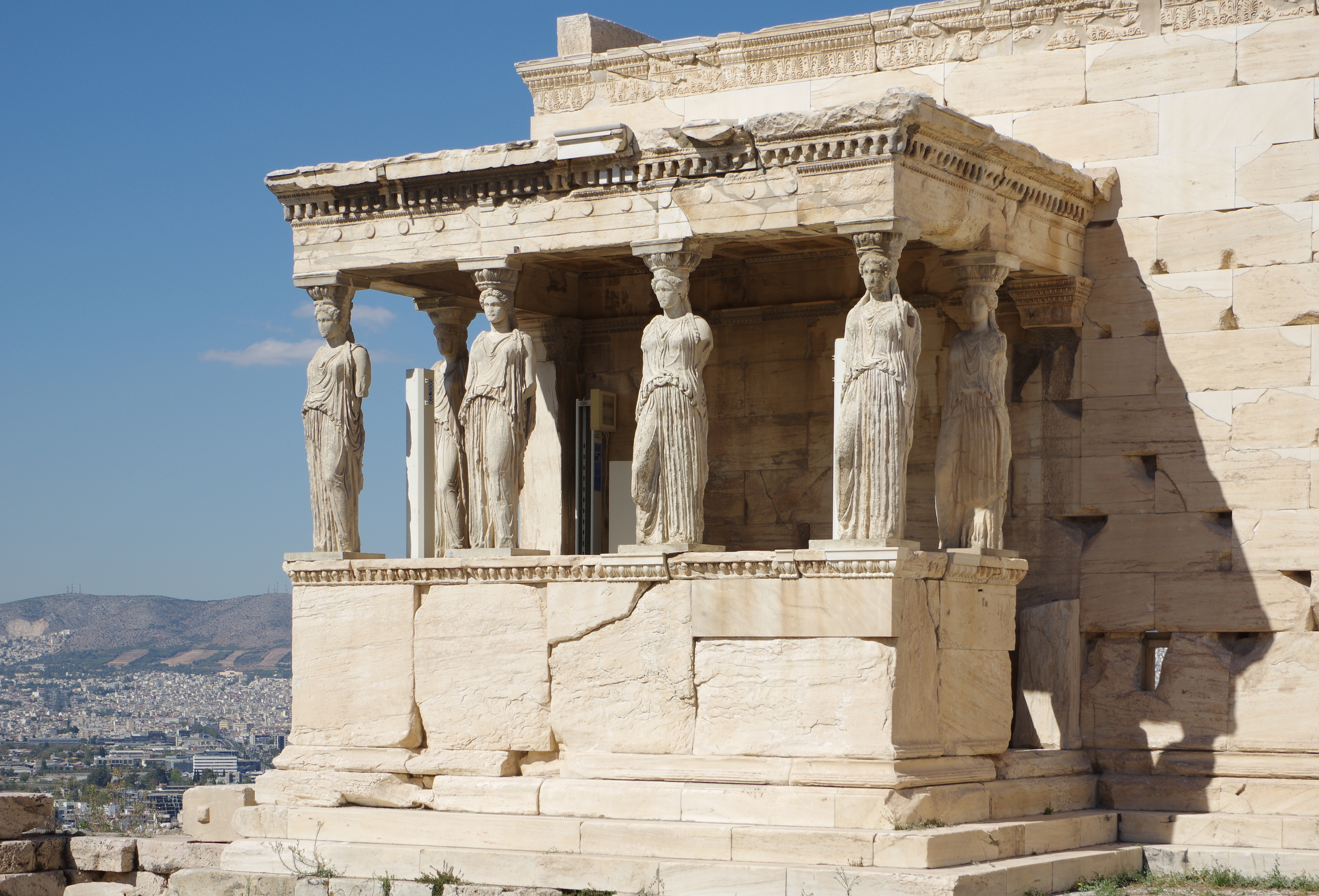
Cariátides gregas antigas do Erechtheion, Grécia, arquiteto desconhecido, 421-405 a.C.
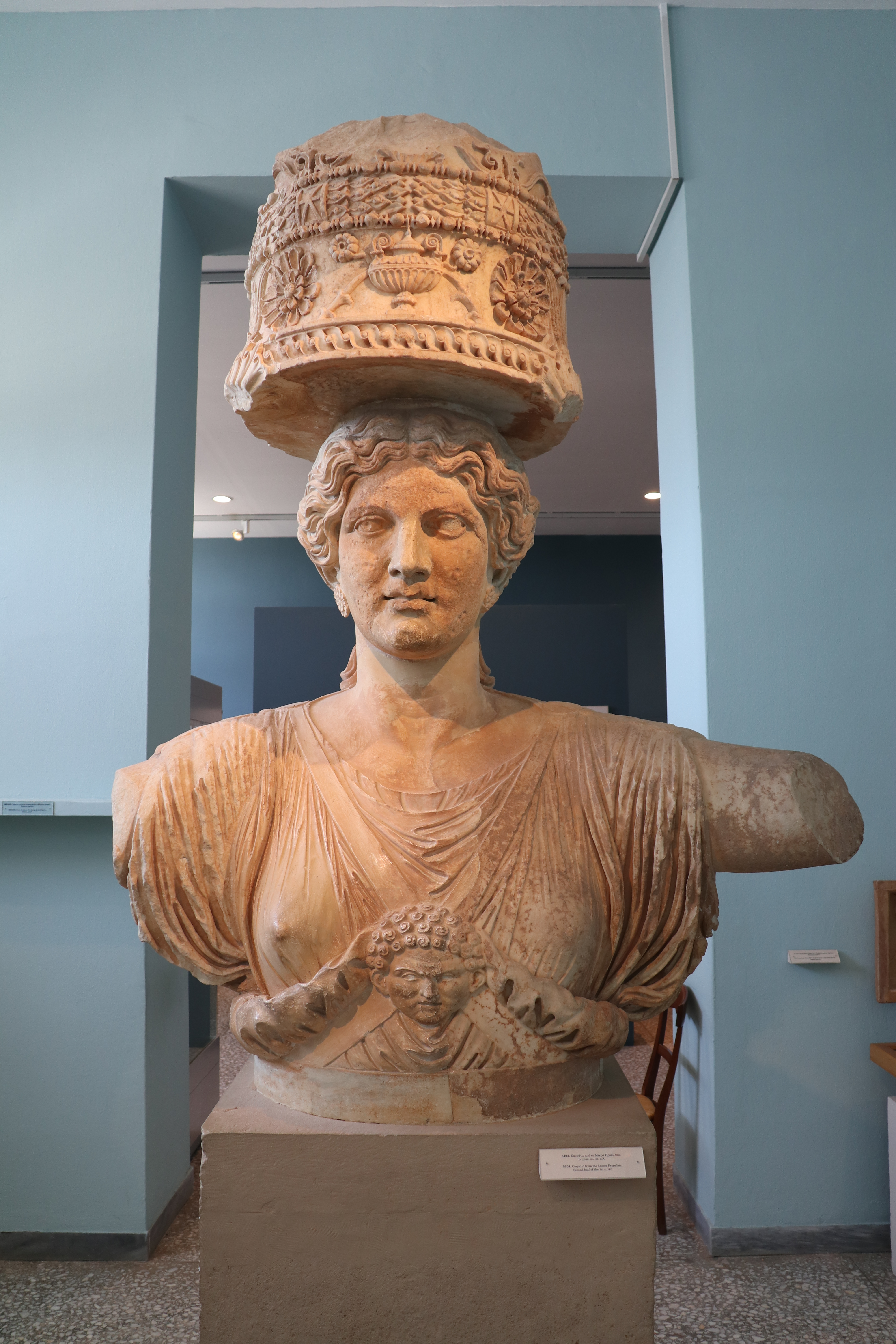
Romana cariátide do Santuário de Deméter em Eleusis, segunda metade do século I a.C. , provavelmente mármore, Museu Arqueológico de Elêusis, Elefsina, Grécia
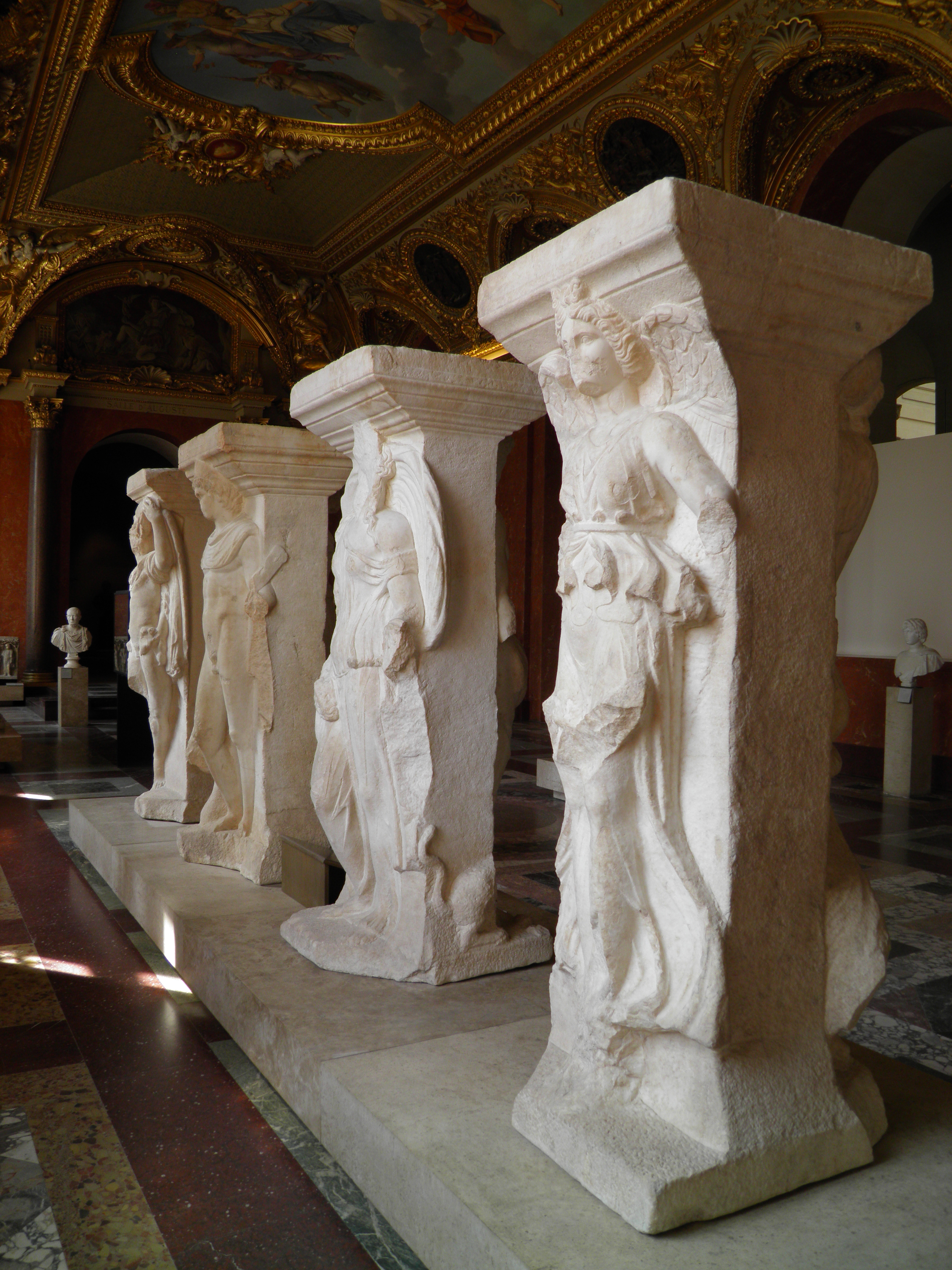
Las Incantadas, um grupo de esculturas romanas de um pórtico que adornava o Fórum Romano de Tessalónica, 150-230 d.C., mármore, Louvre
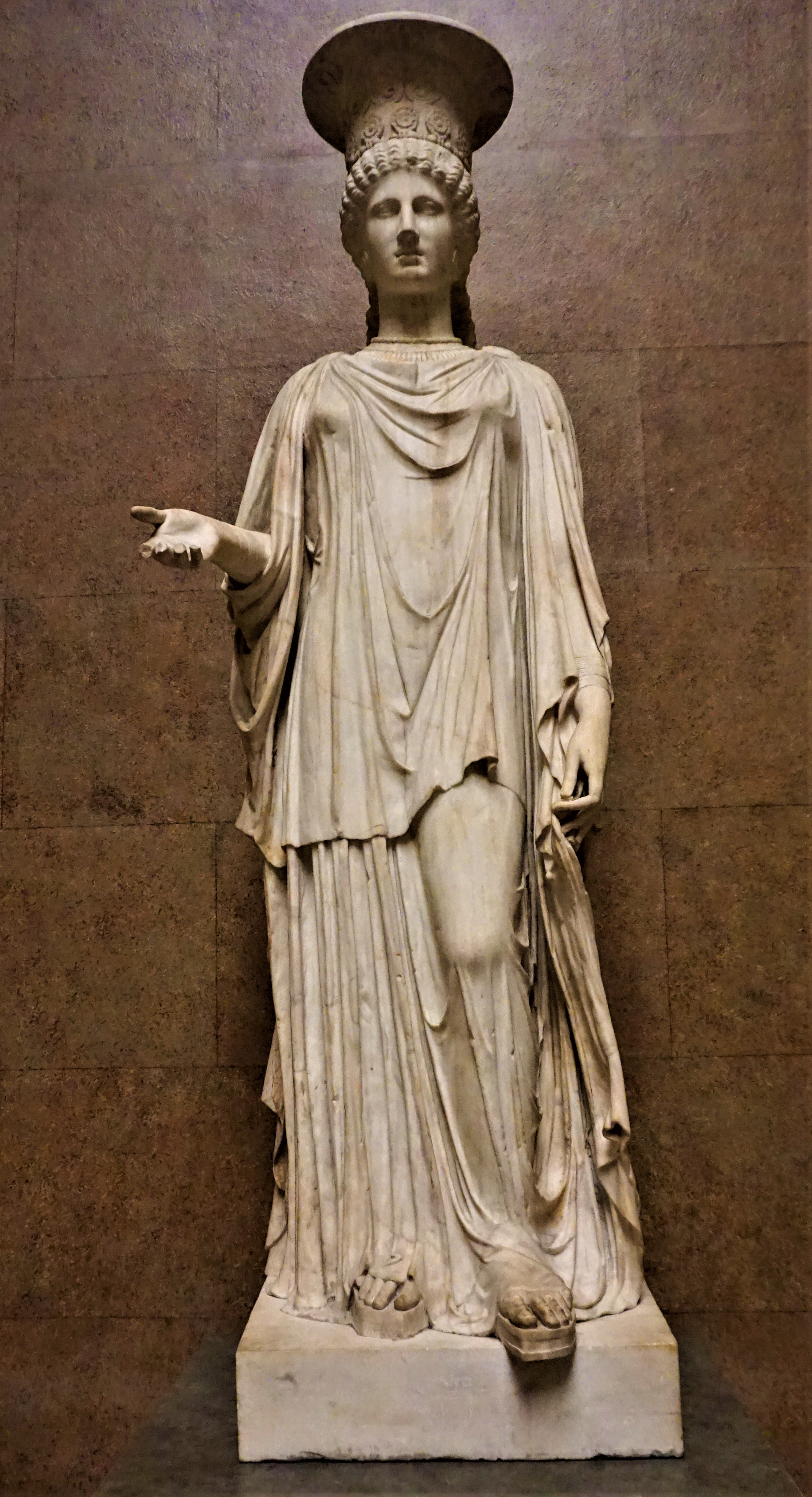
Cariátide Townley, 161-171, Mármore pentélico, British Museum, Londres
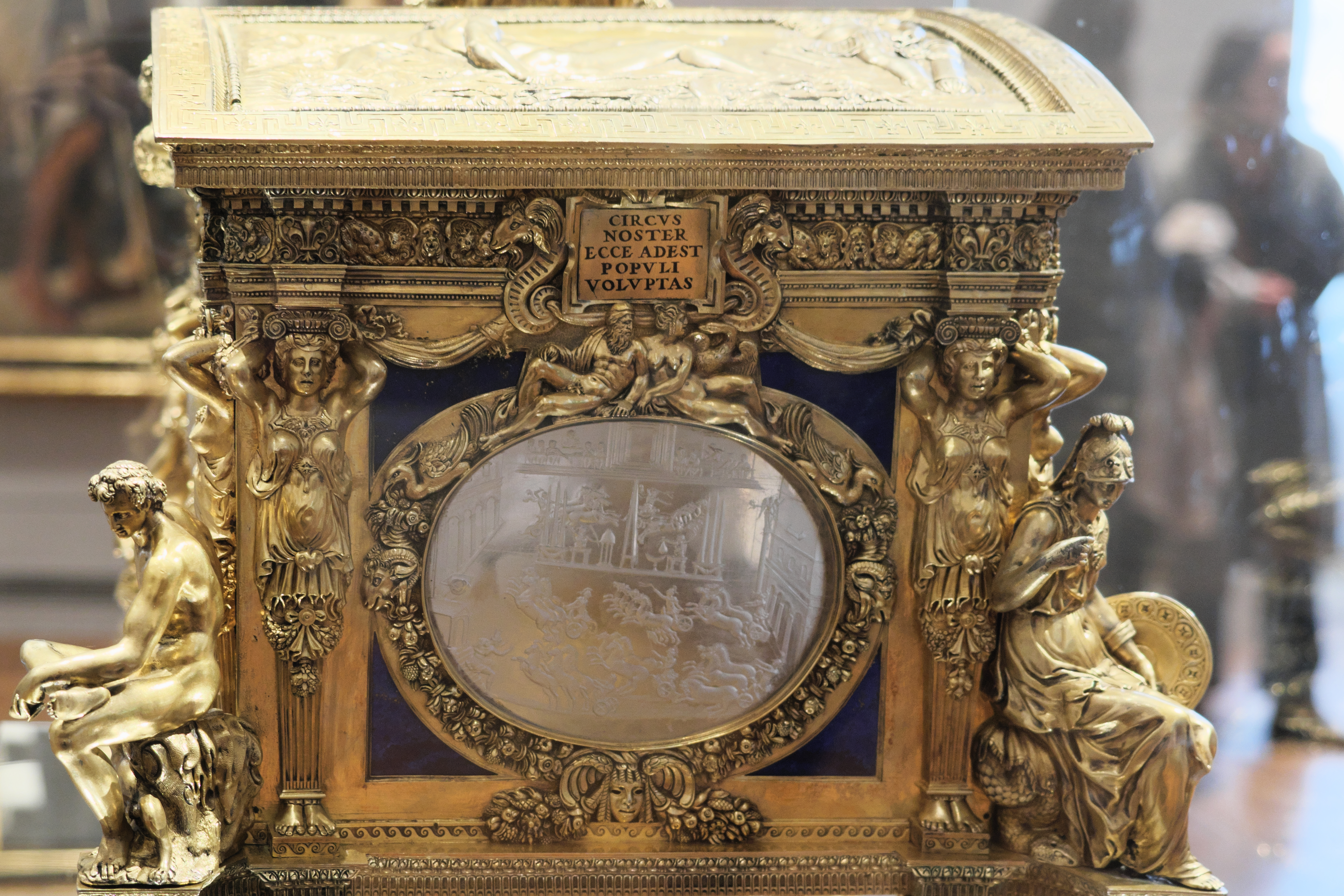
Arte renascentista, cariátides na Cassetta Farnese, de Manno Sbarri, Giovanni Bernardi e Perin del Vaga , 1548-1561, prata dourada, gofrada e cinzelada cristal de rocha, esmalte e lápis-lazúli, Louvre
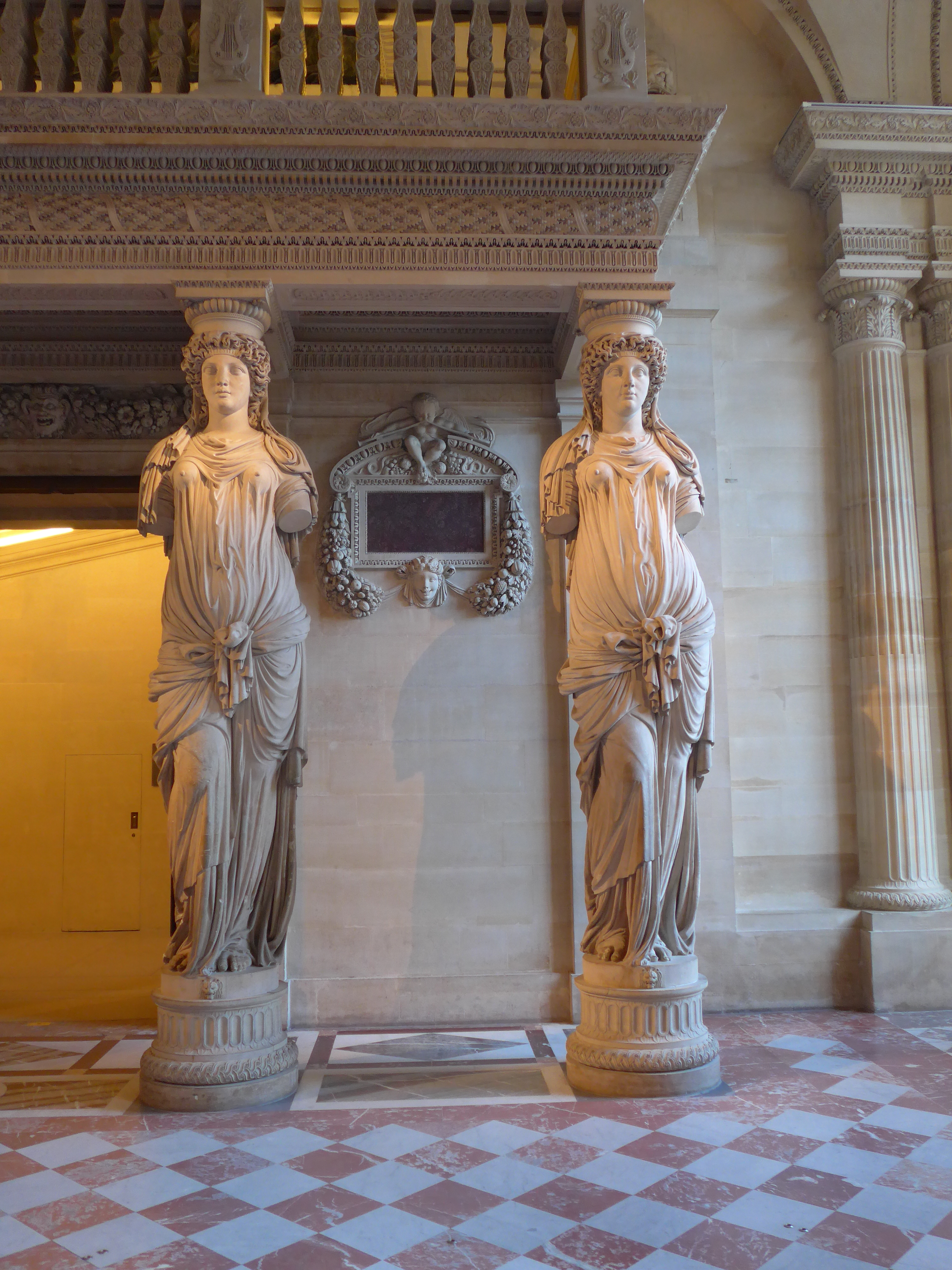
Arquitetura renascentista, cariátides do loft dos músicos no Palácio do Louvre, Paris, por Jean Goujon, 1550
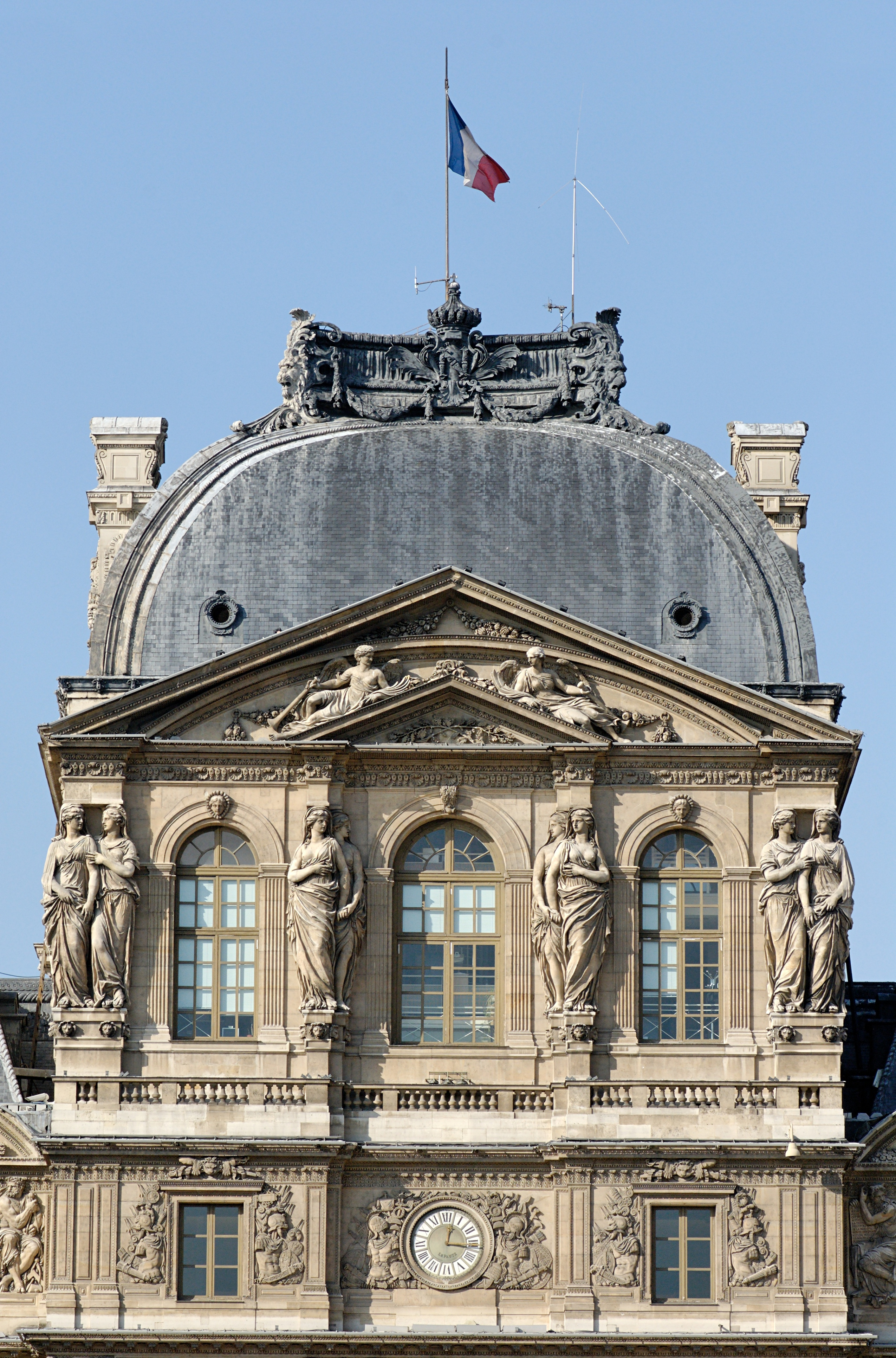
Arquitetura barroca, cariátides na parte superior do Pavillon de l'Horloge na Cour Carrée do Palácio do Louvre, de Gilles Guérin e Philippe De Buyster depois de Jacques Sarazin, meados do século XVII
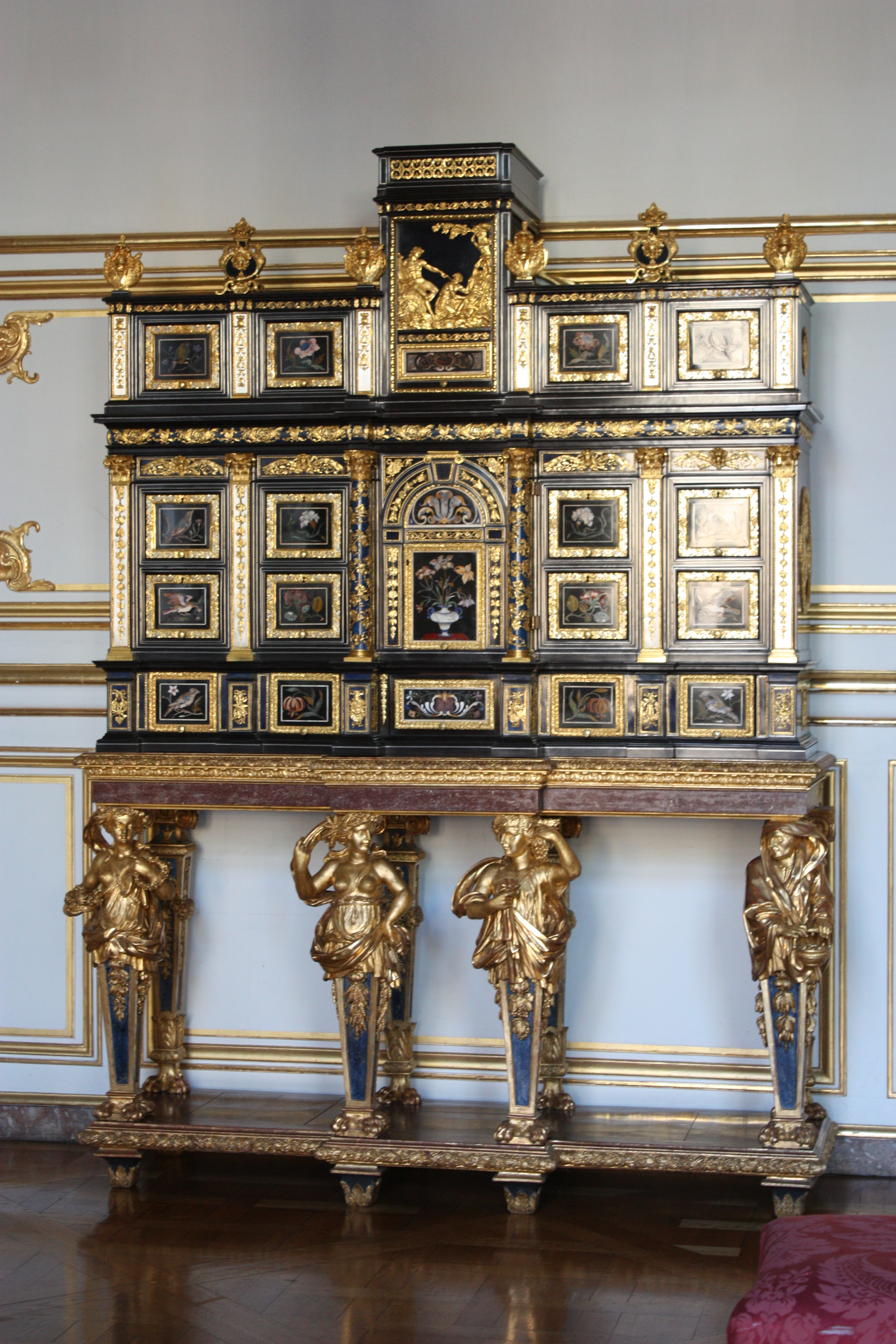
Cariátides barrocas de um gabinete, c.1675, ébano, pau-santo, marchetaria de pedras duras, bronze dourado, estanho, vidro, espelho colorido e chifre , Museu de Arte Decorativa, Estrasburgo, França
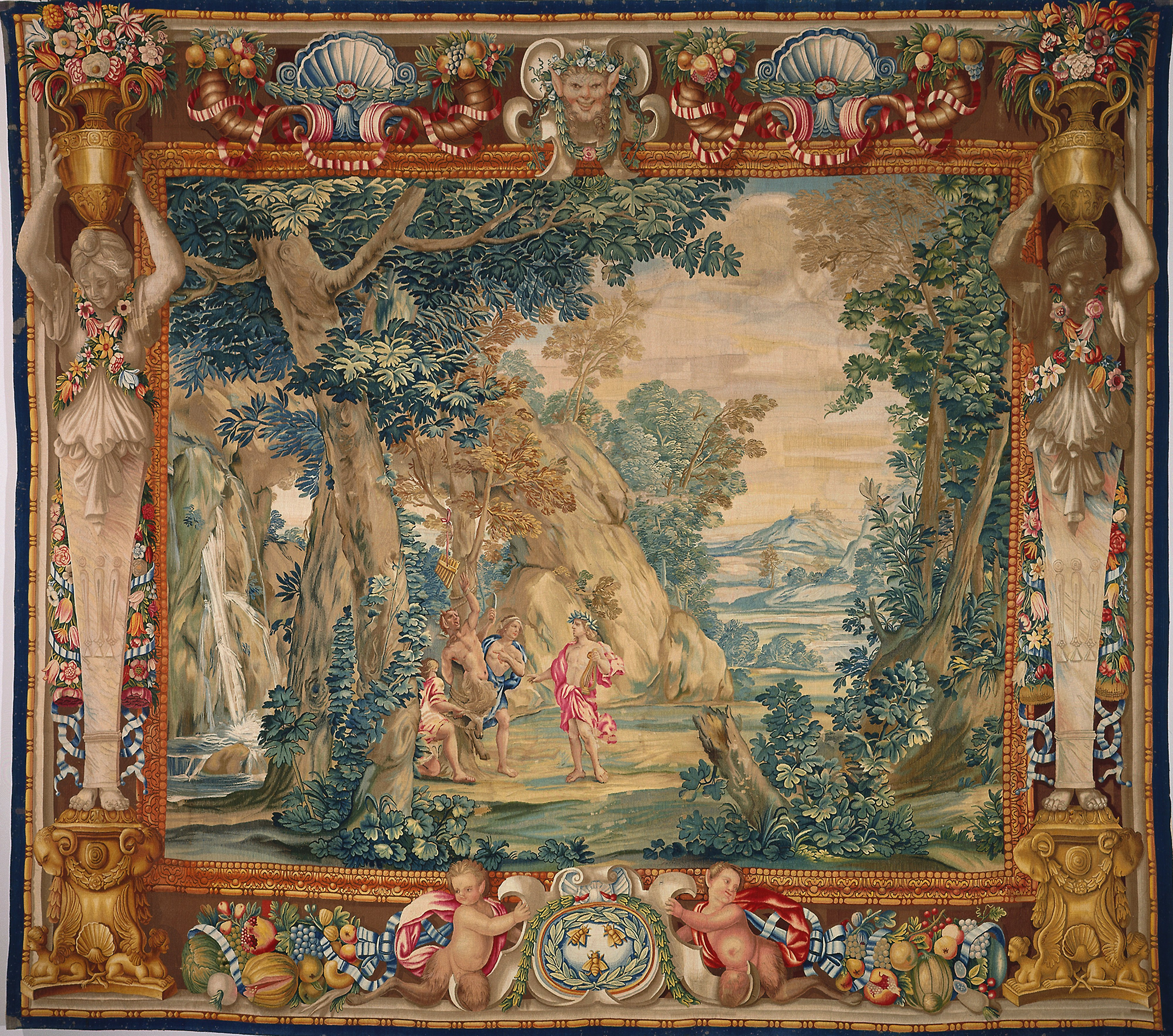
Cariátides barrocas na tapeçaria Apollo and Attendants Flaying Marsyas, século XVII, lã e seda, Minneapolis Institute of Art, Minneapolis, US
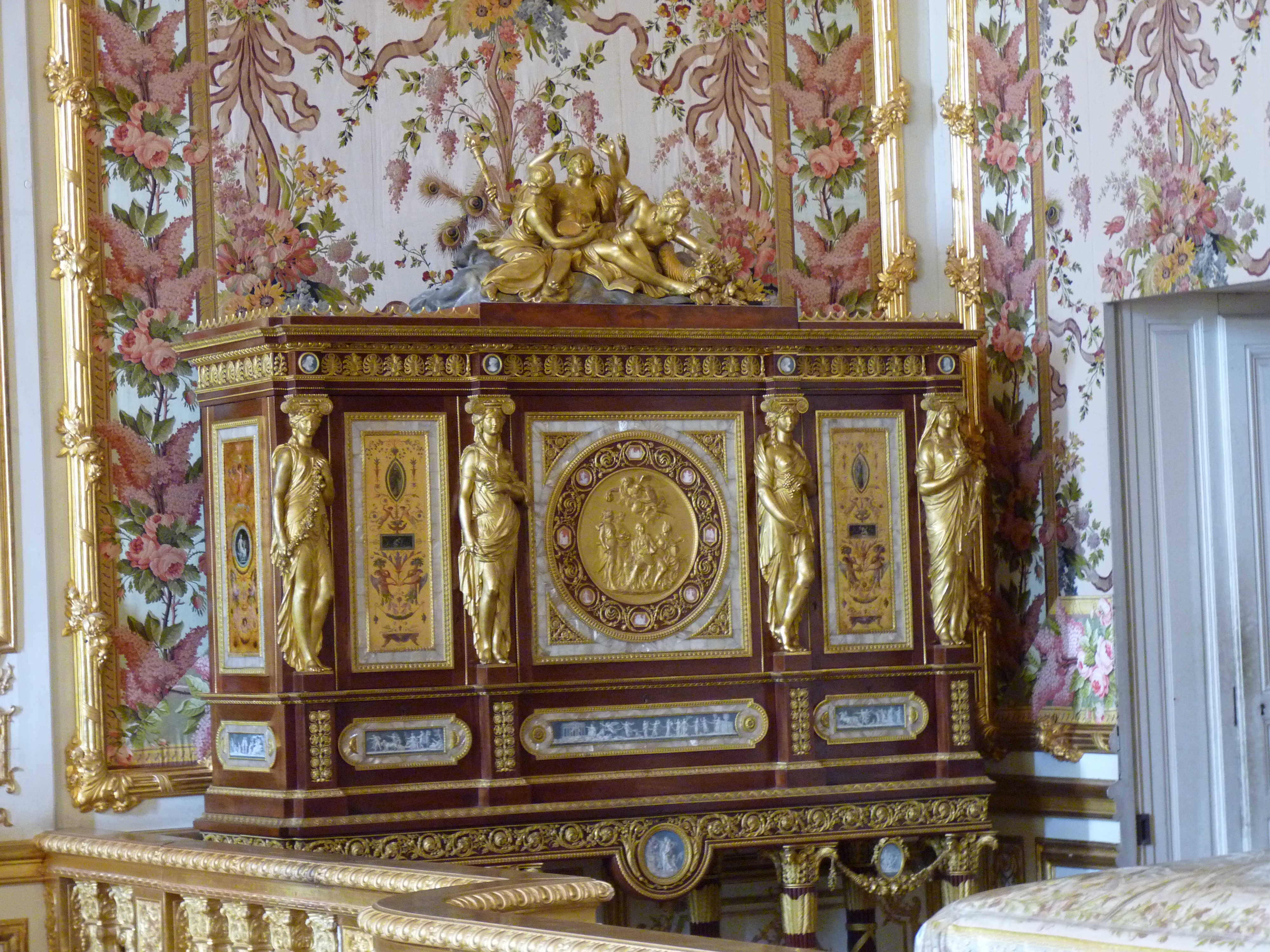
Medalhão de jóias do Estilo Luís XVI de Maria Antonieta, de Ferdinand Schwerdfeger, 1787, mogno, incrustações de madrepérola, pinturas sob vidro , placa de porcelana e bronzes dourados, Chambre de la Reine, Palácio de Versalhes, Versalhes, França
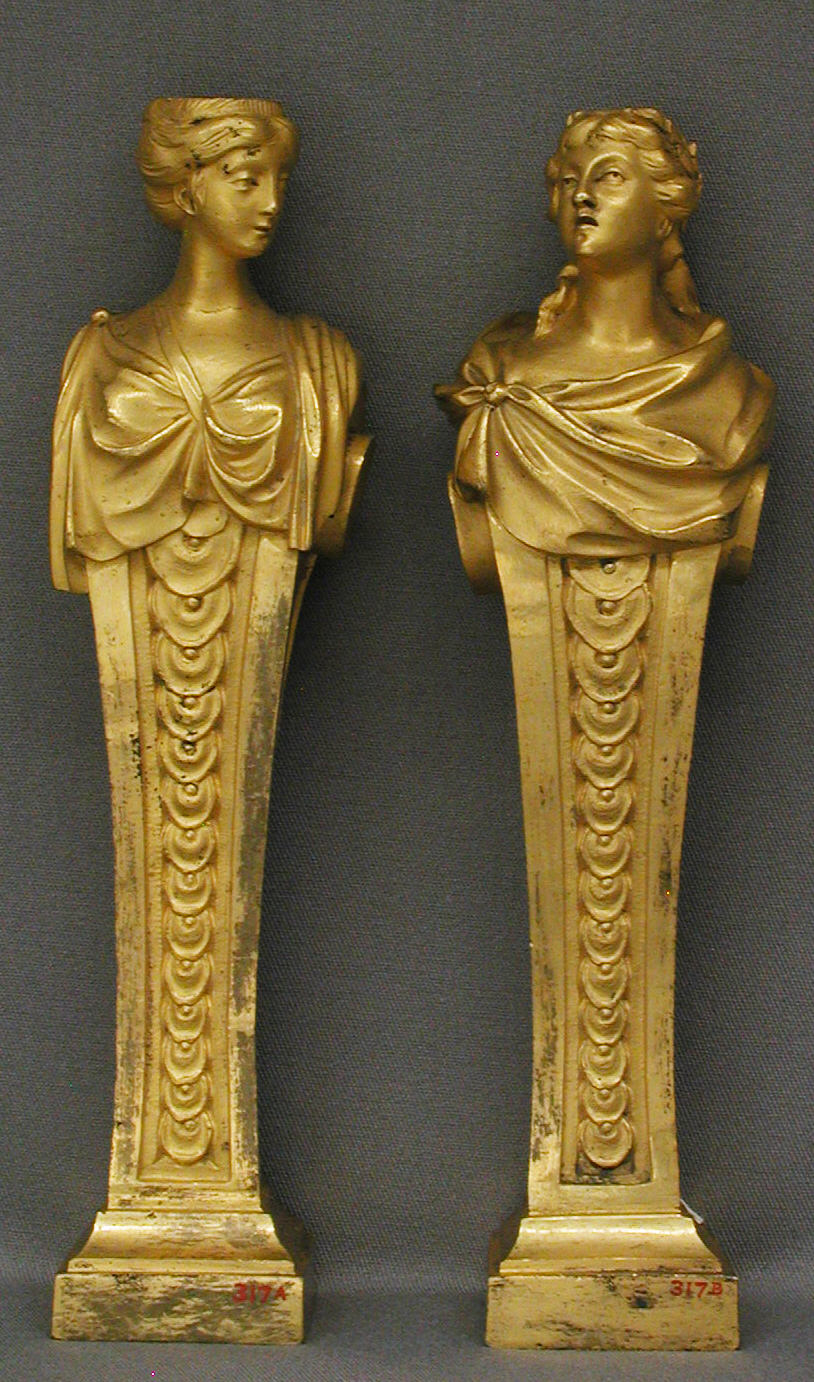
Par de cariátides estilo Luís XVI, século XVIII, bronze dourado, Metropolitan Museum of Art, cidade de Nova Iorque
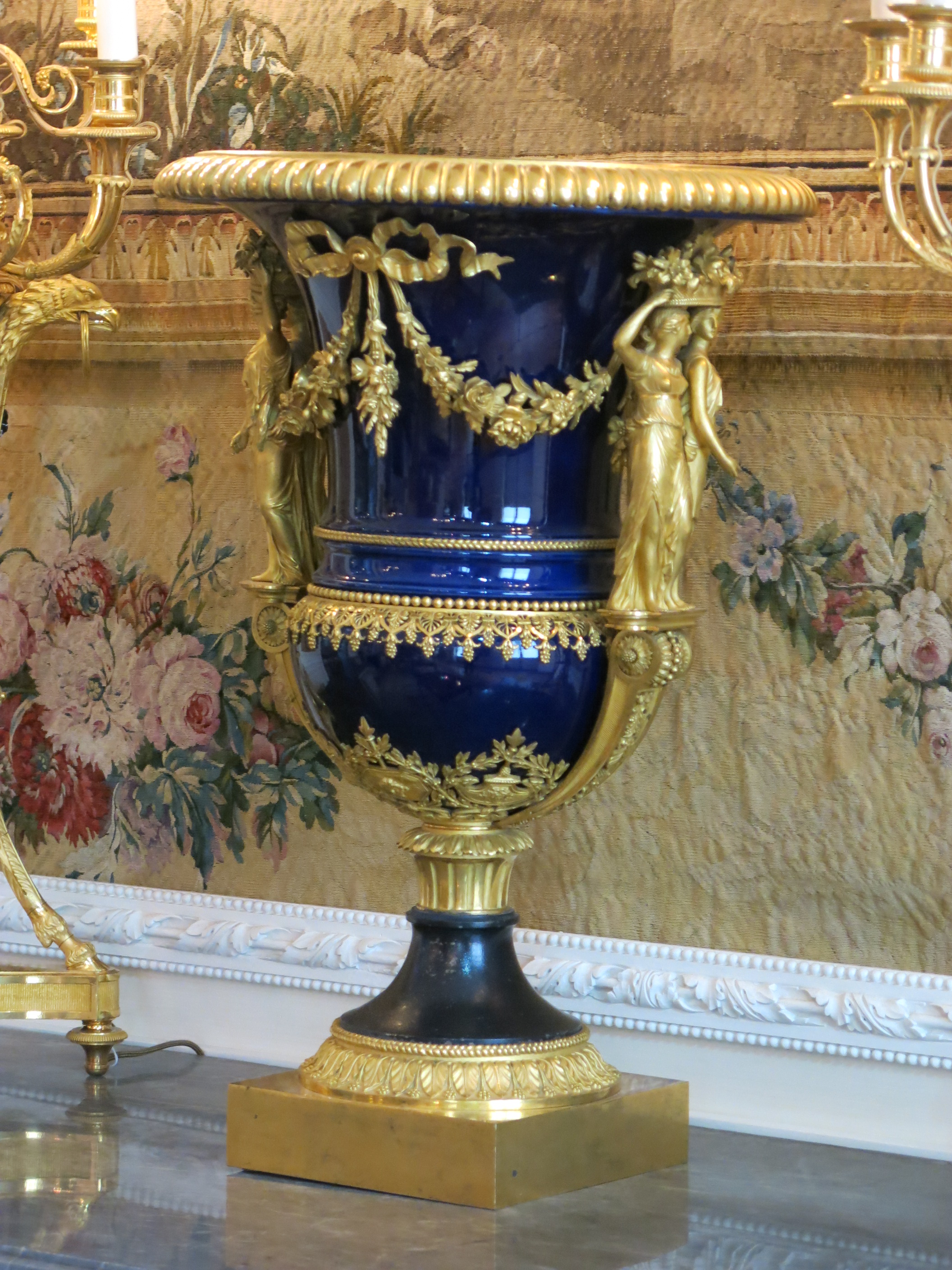
Cariátides estilo Luís XVI no Vaso Medicis, de Louis-Simon Boizot, Pierre Philippe-Thomire e da Sèvres Manufacturing de Porcelana, c.1787, porcelana e bronze dourado, Louvre
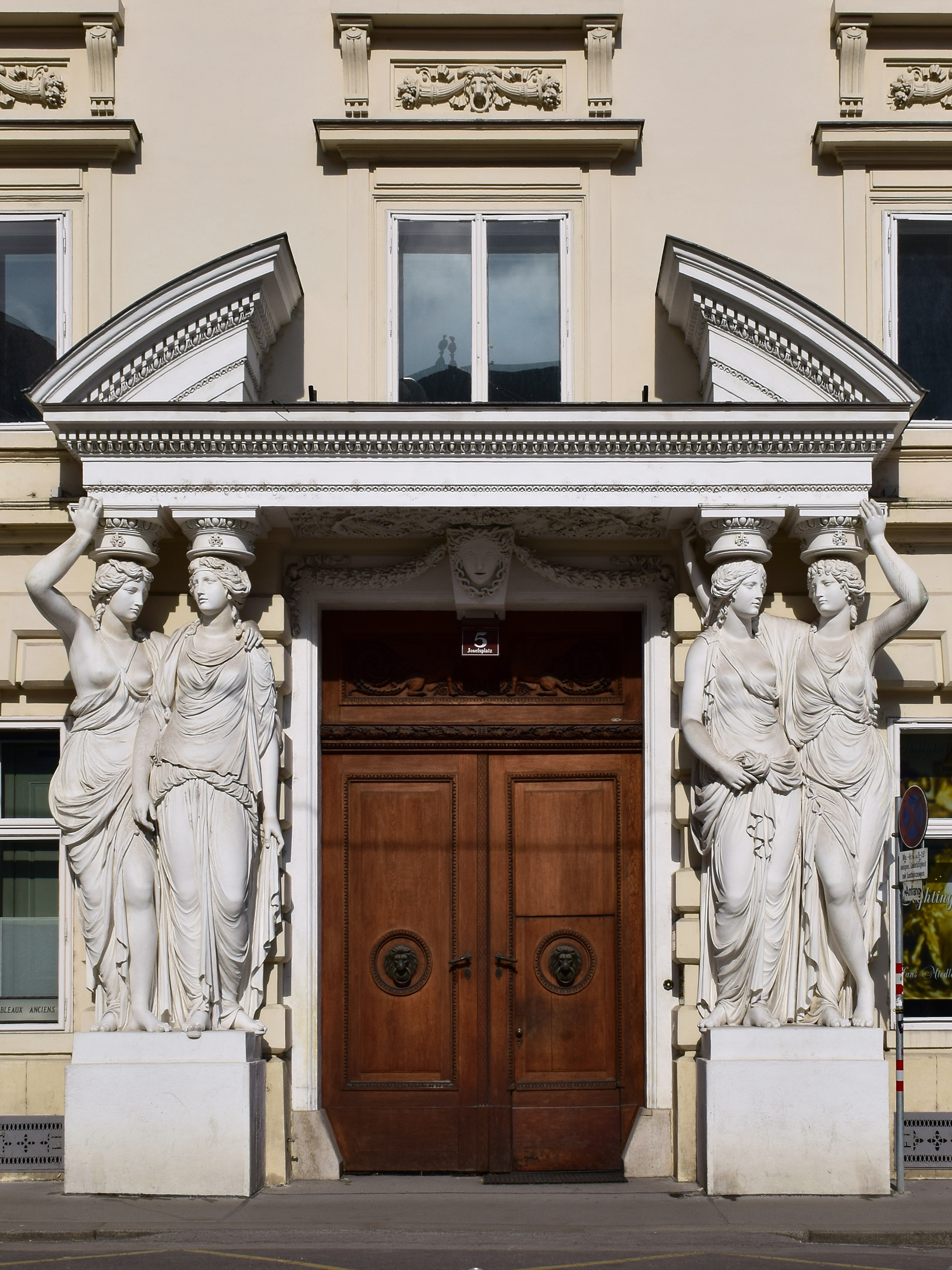
Arquitetura neoclássica, cariátides do portal do Palais Pallavicini em Josefsplatz, Viena, Austria, por Johann Ferdinand Hetzendorf von Hohenberg, 1784
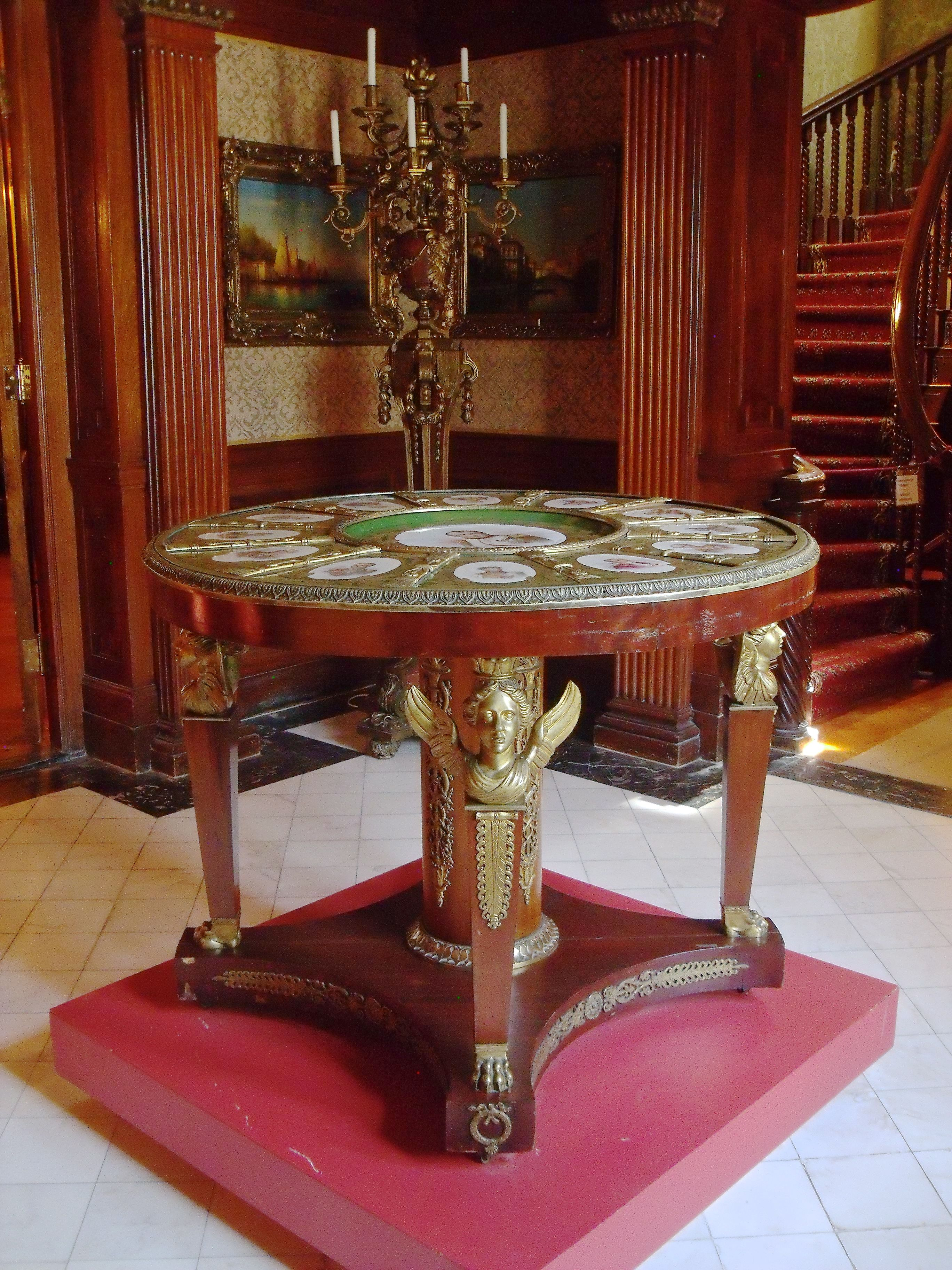
Estilo Império, mesa com cariátides en gaine assente em pés descalços, início do século XIX, madeira, metal, vidro, pigmento e porcelana, Musée Dufresne-Nincheri, Montreal, Canadá
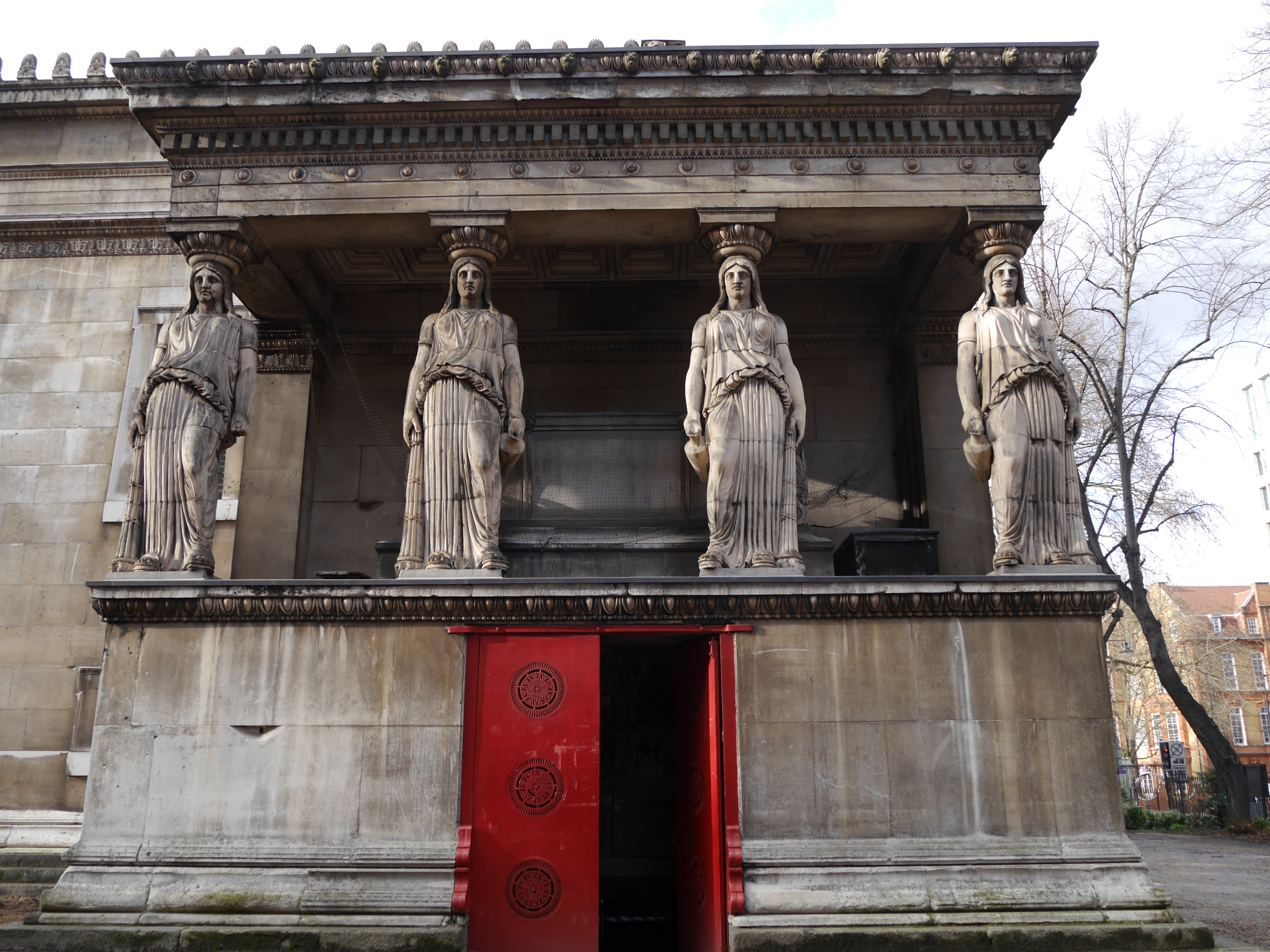
Pórtico neoclássico com cariátides da Igreja Nova de St Pancras, Londres, quase idêntica à Grego Antigo um dos Erechtheum , por William e Henry William Inwood, 1819-1822
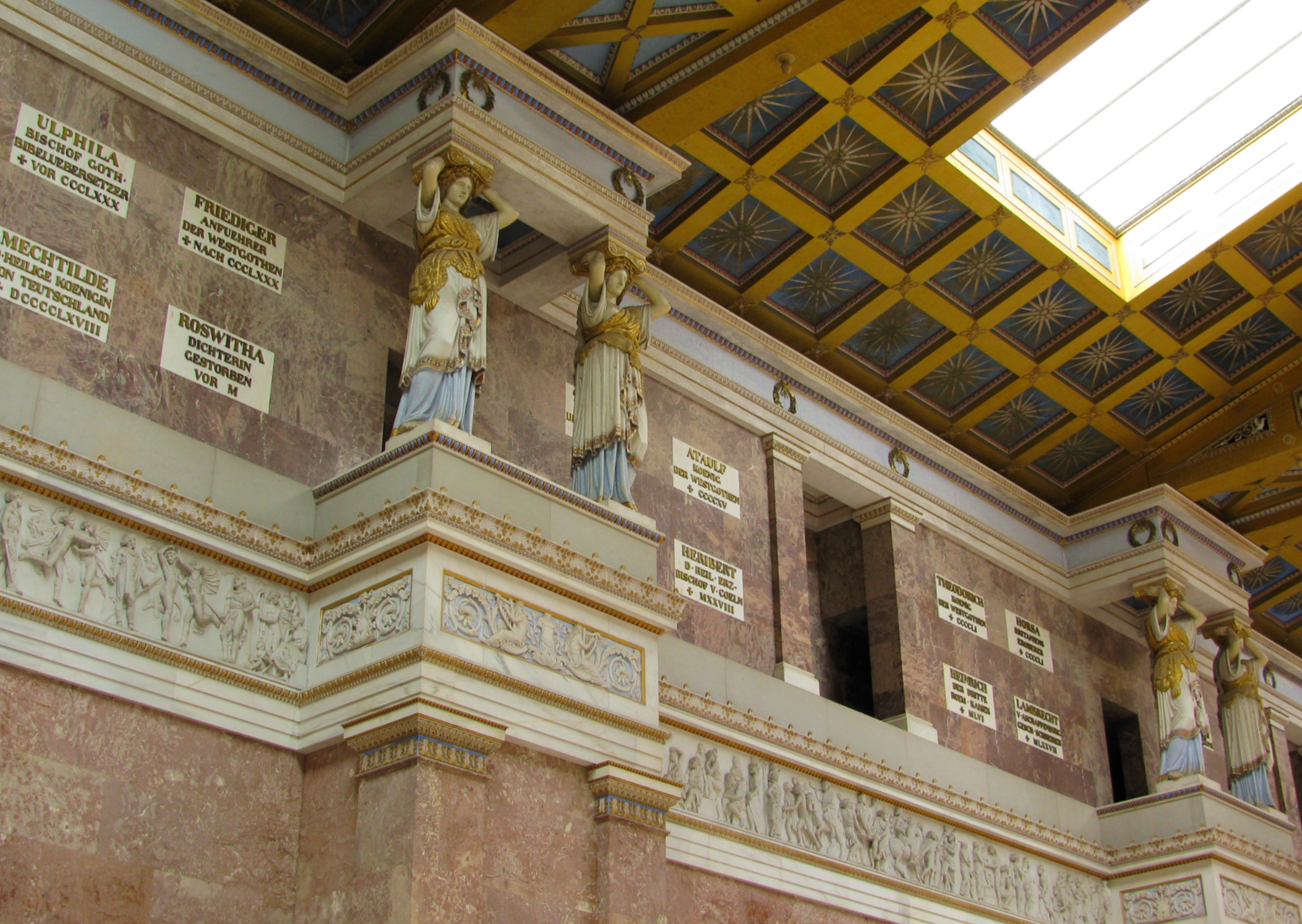
Policromia Renascimento Grego cariátides do Templo de Walhalla, perto de Regensburg, Alemanha, projetada por Leo von Klenze em 1821, construído em 1830-1842
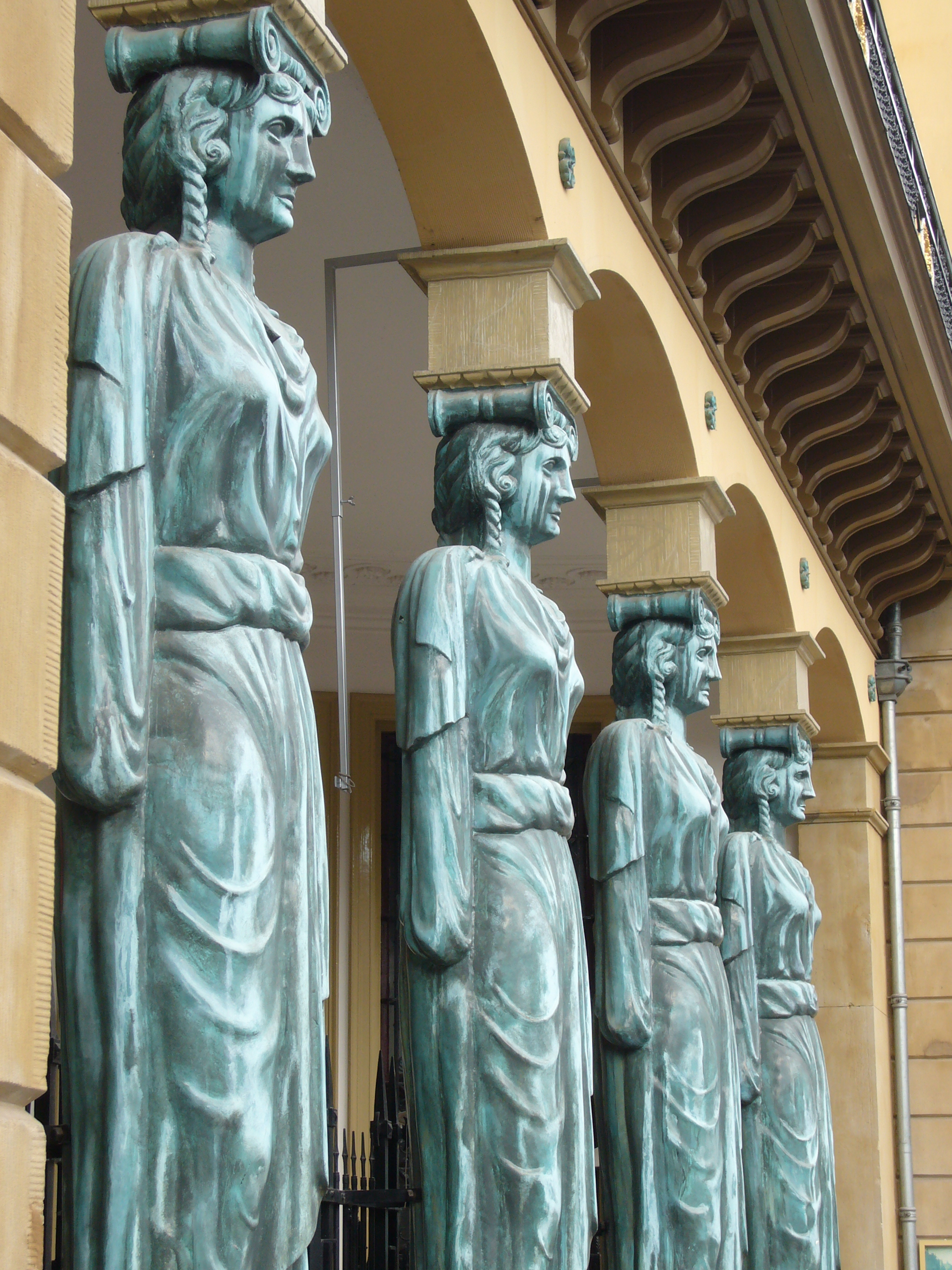
Cariátides neoclássicas da loja de departamentos Winkel van Sinkel, Utrecht, Holanda, 1837-1839, por P. Adams
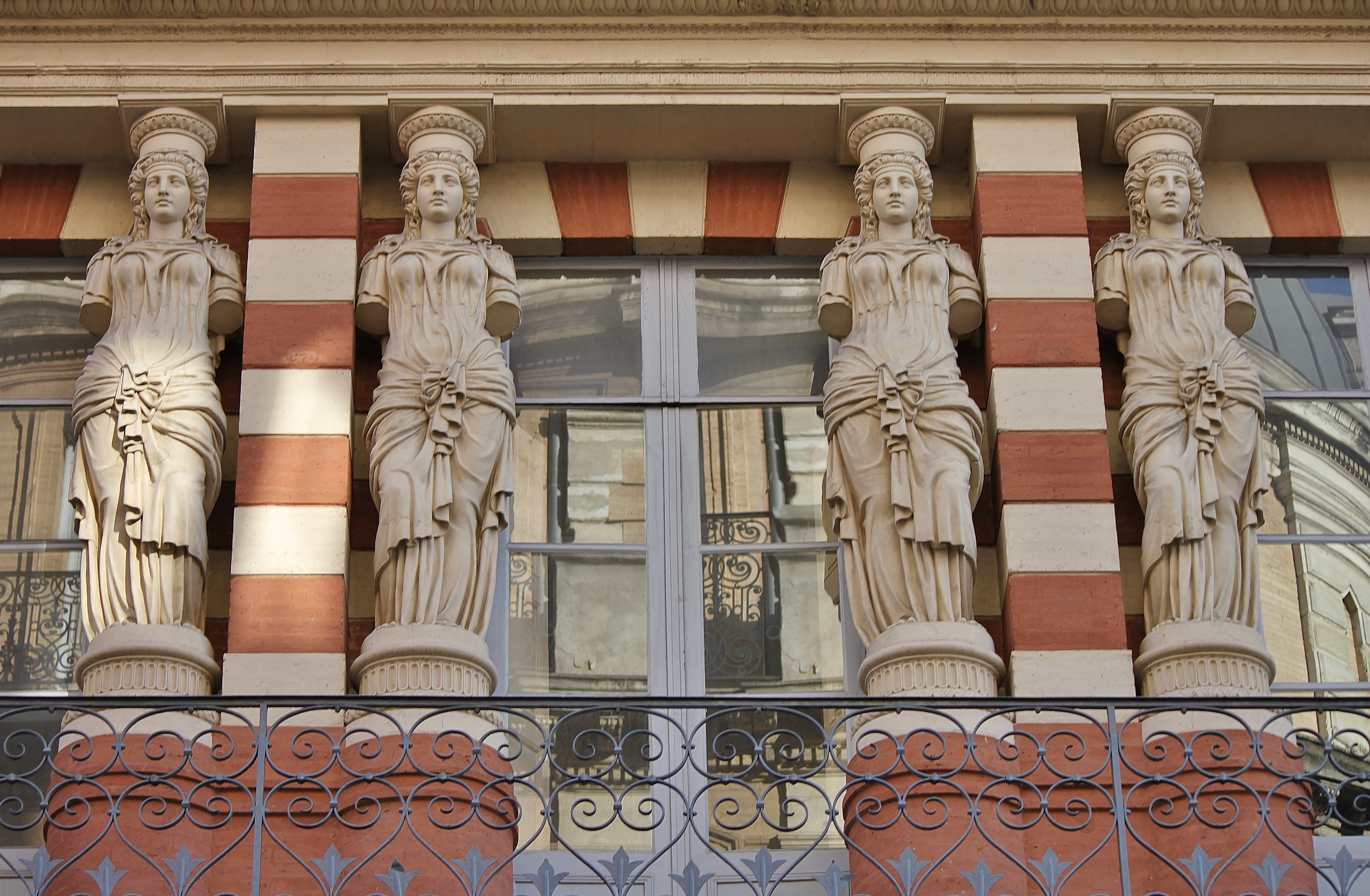
Cariátides neoclássicas de terracota branca da Fábrica Virebent, Toulouse, França, por Auguste Virebent, 1840
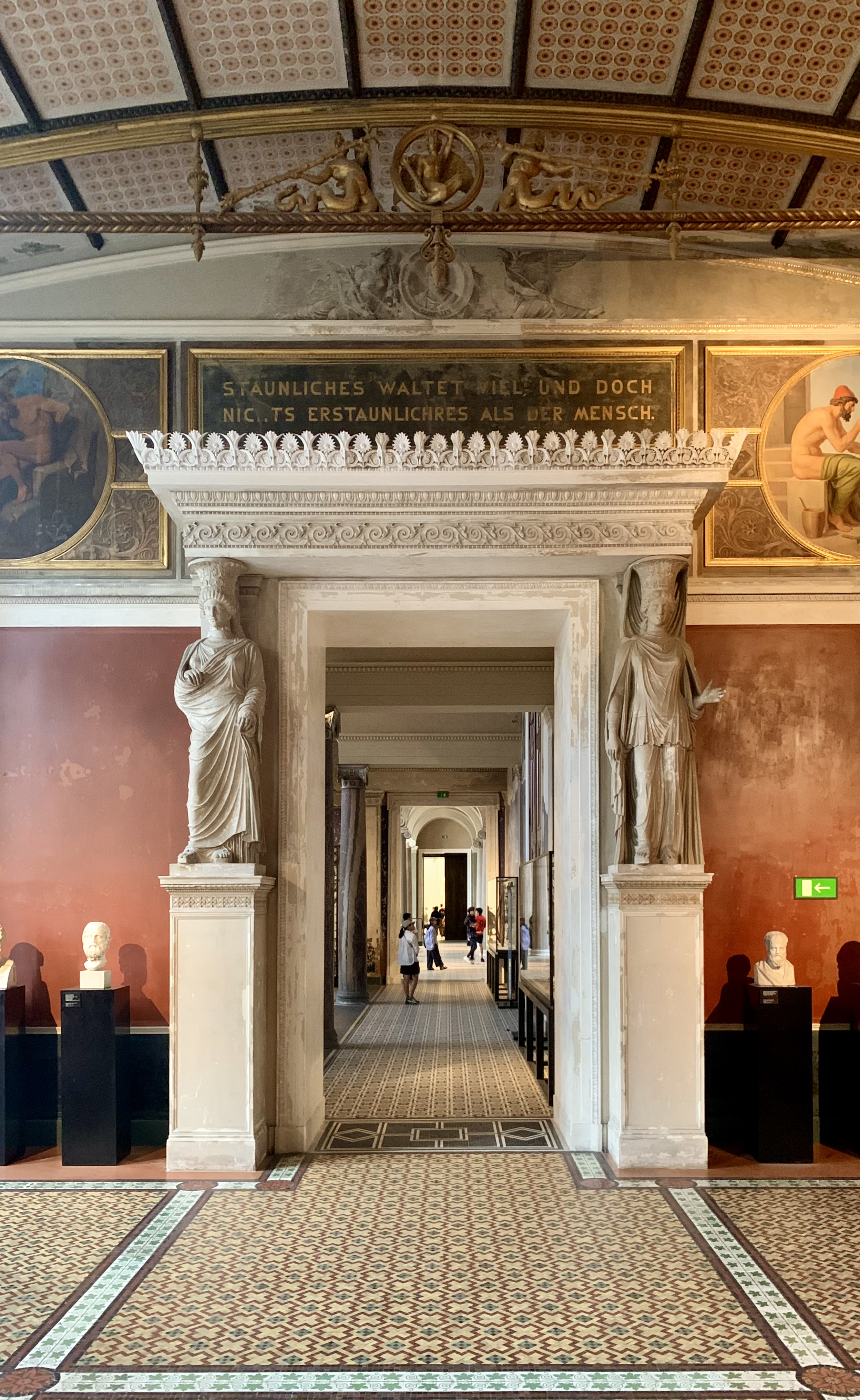
Cariátides neoclássicas da parede sul da Sala dos Nióbidas, Neues Museum, Berlim, por Friedrich August Stüler, 1845-1850
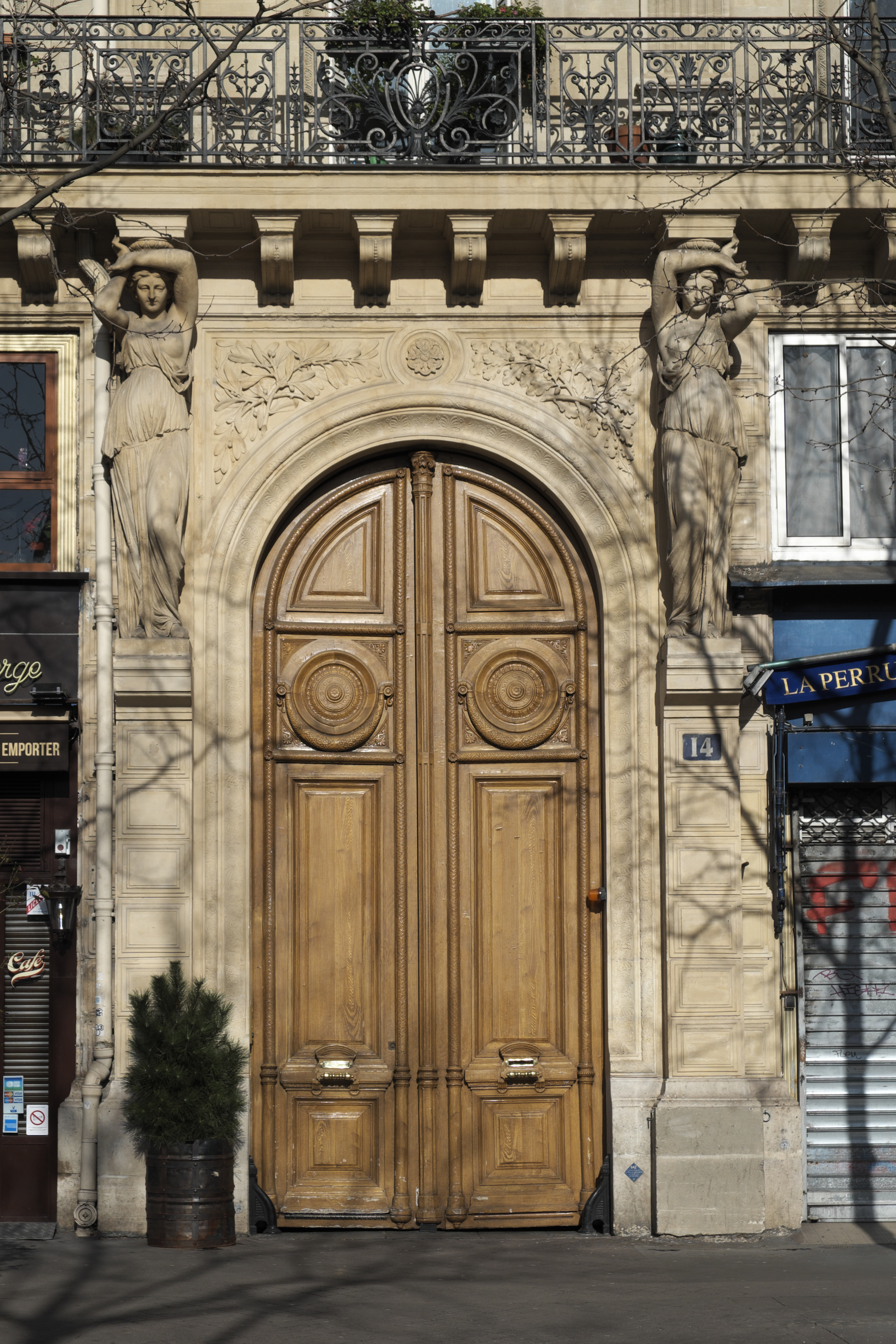
Cariátides neoclássicas do Quai de la Mégisserie no. 14, Paris, escultor Auguste Millet e arquiteto Henri Blondel, 1864
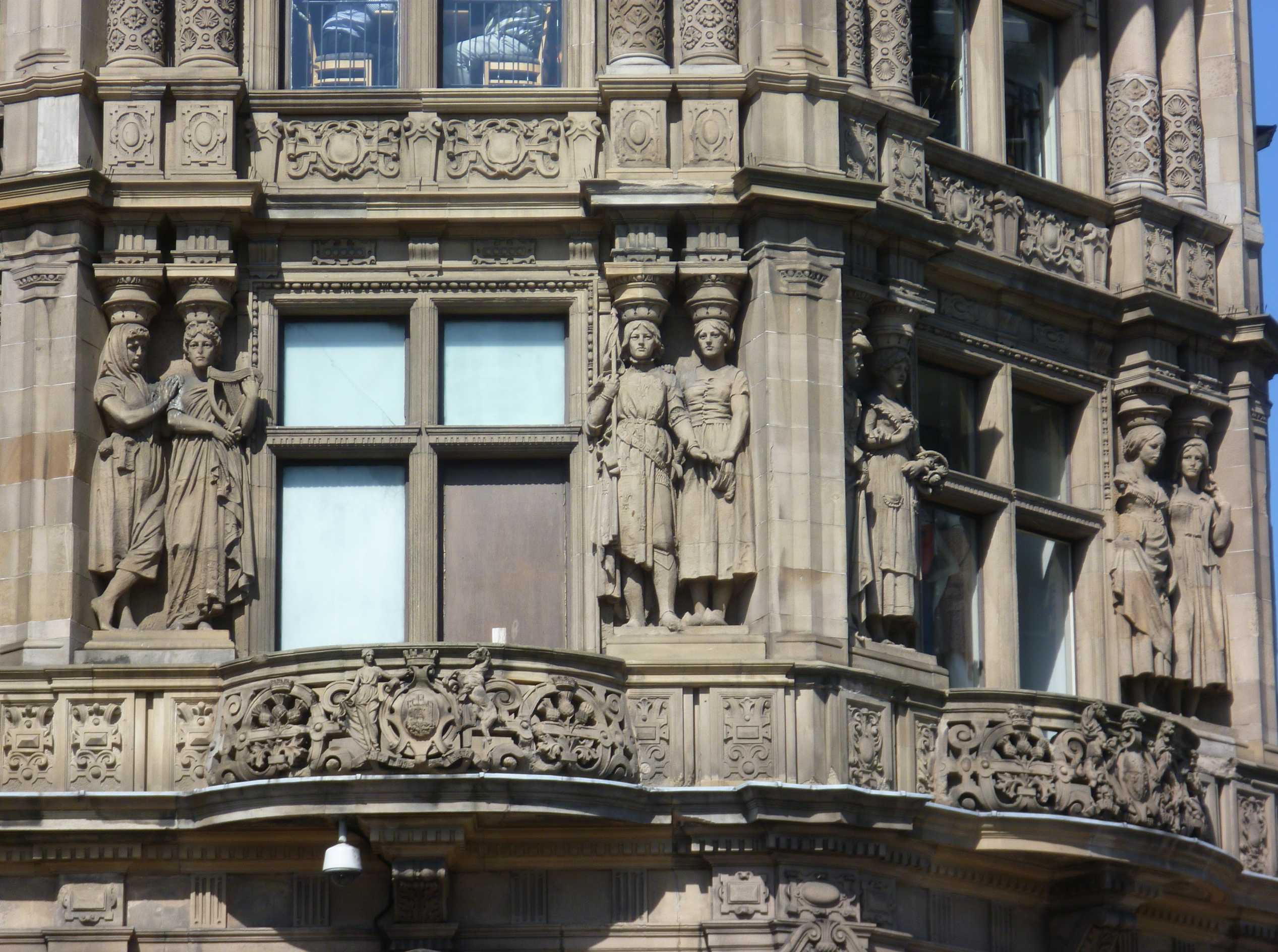
Neo-renascentista, cariátides na Jenners, loja de departamentos, Edimburgo, Reino Unido, por William Hamilton Beattie , 1894
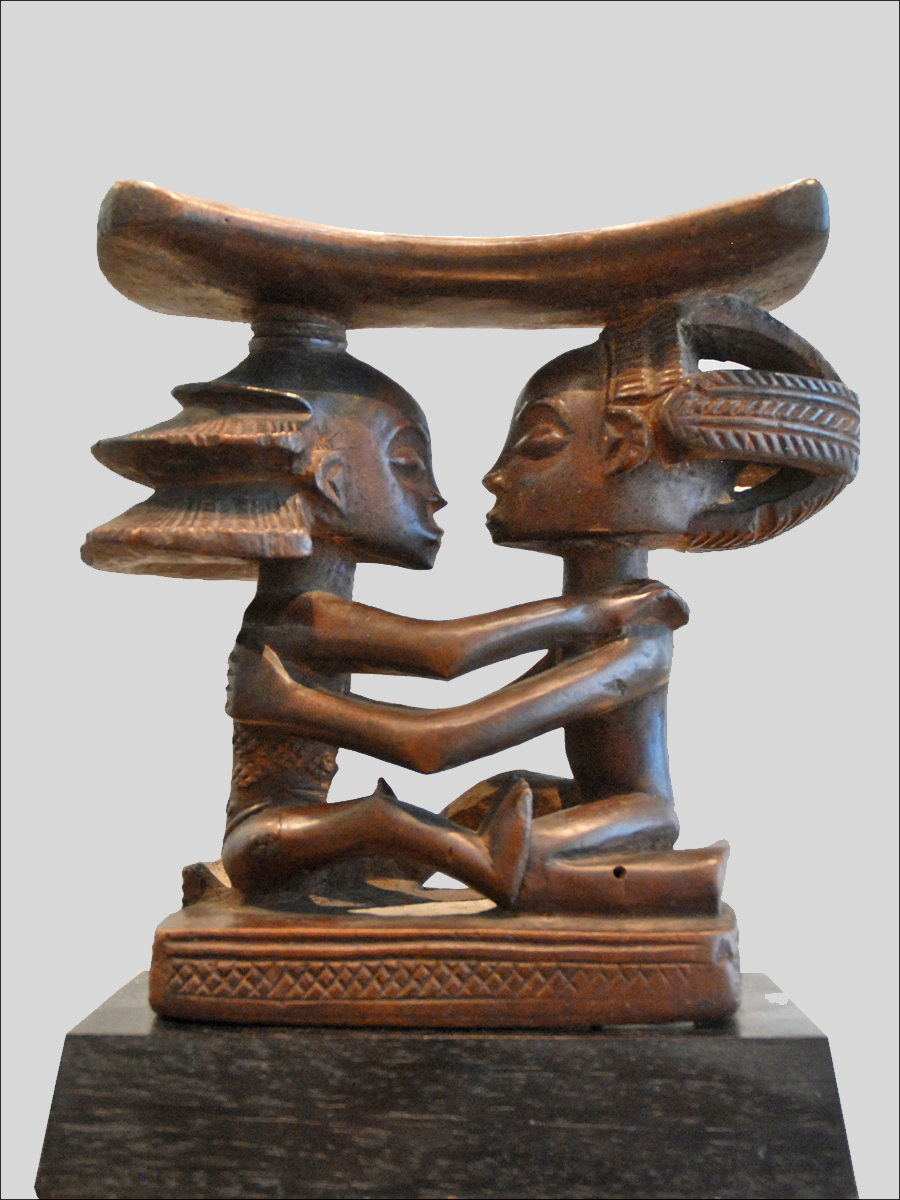
Luba encosto de cabeça com duas cariátides, século XIX, madeira, Musée du Quai Branly, Paris
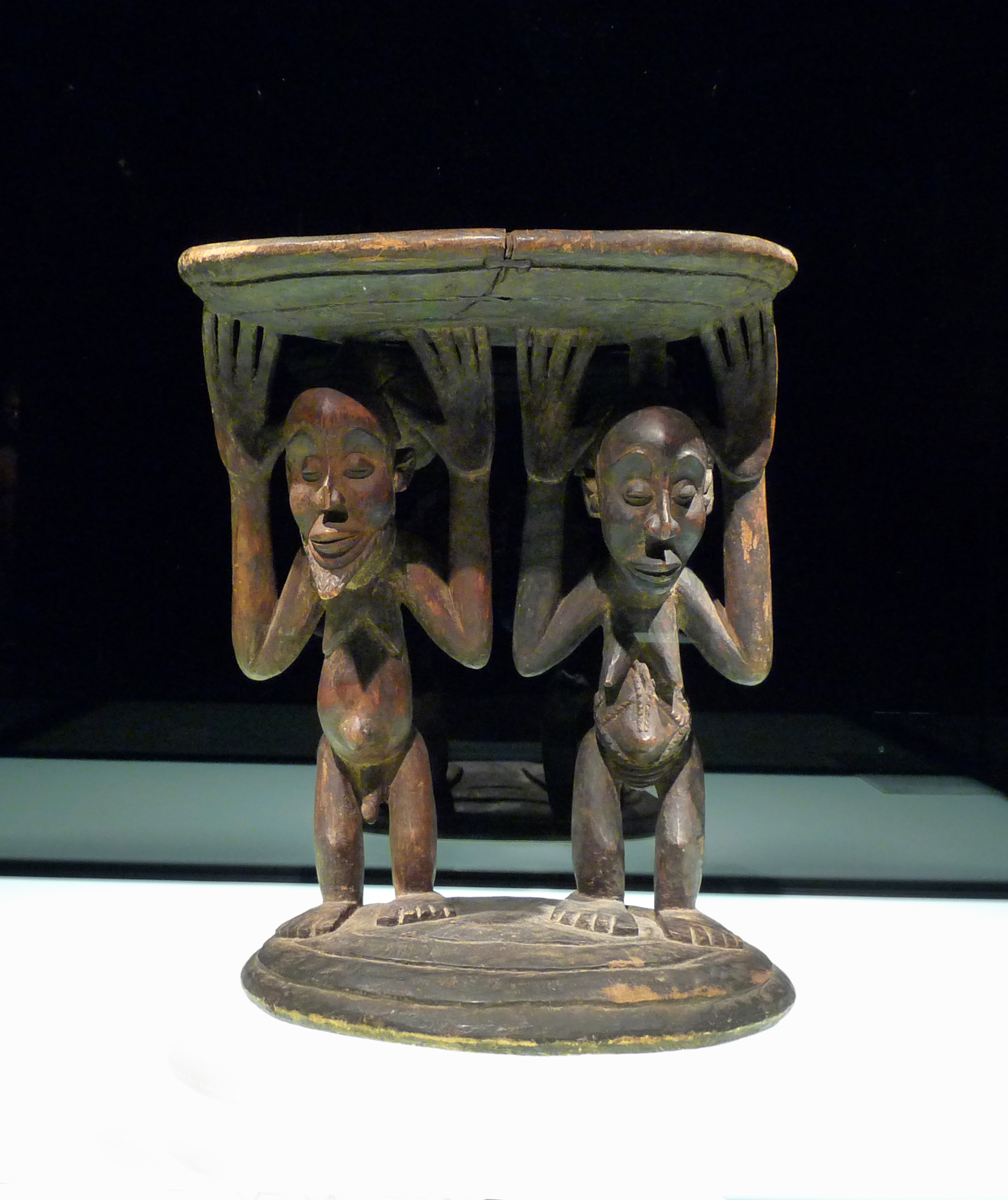
Banco Luba com duas cariátides, século XIX, madeira, Museu Etnológico de Berlim
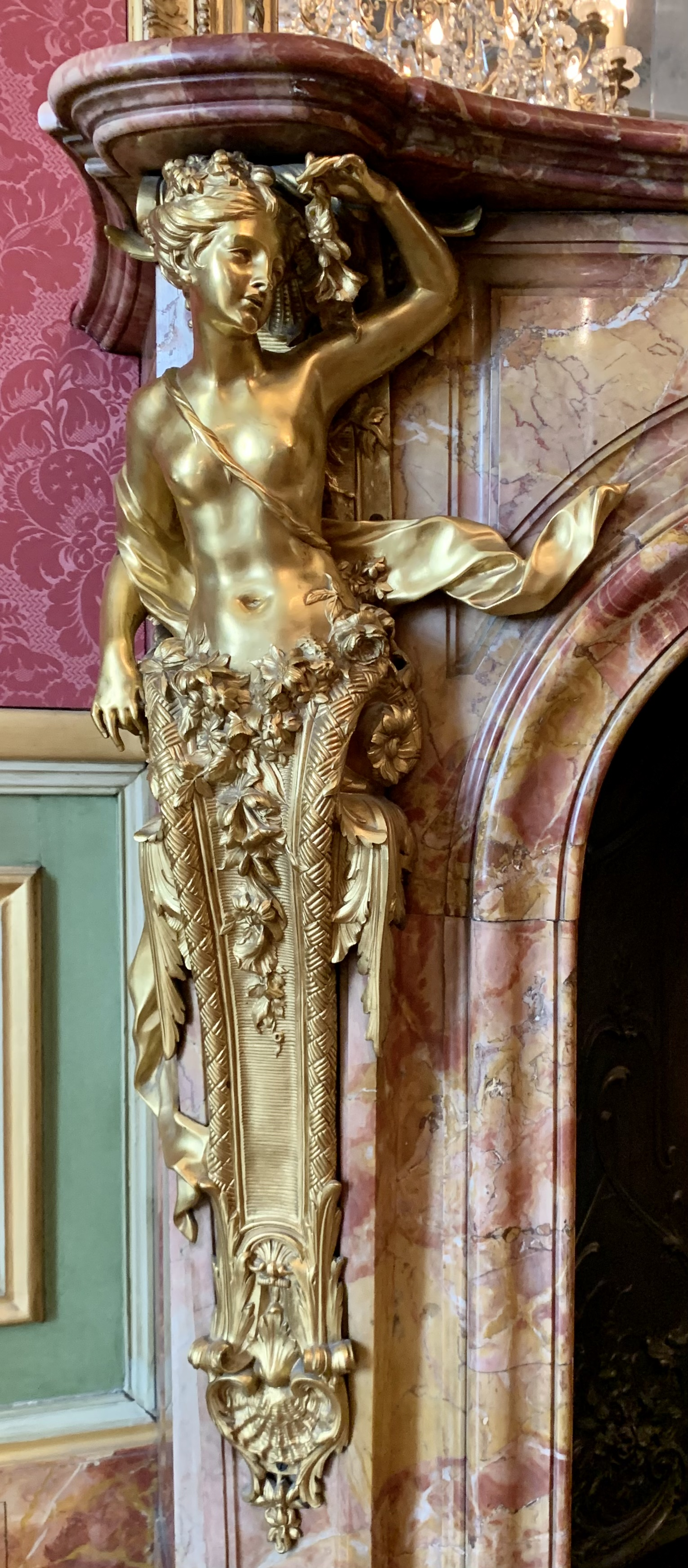
Neo-rococó cariátide em bronze dourado sobre lareira da sala 538 do Palácio do Louvre, Paris, arquitecto ou escultor desconhecido, séc.
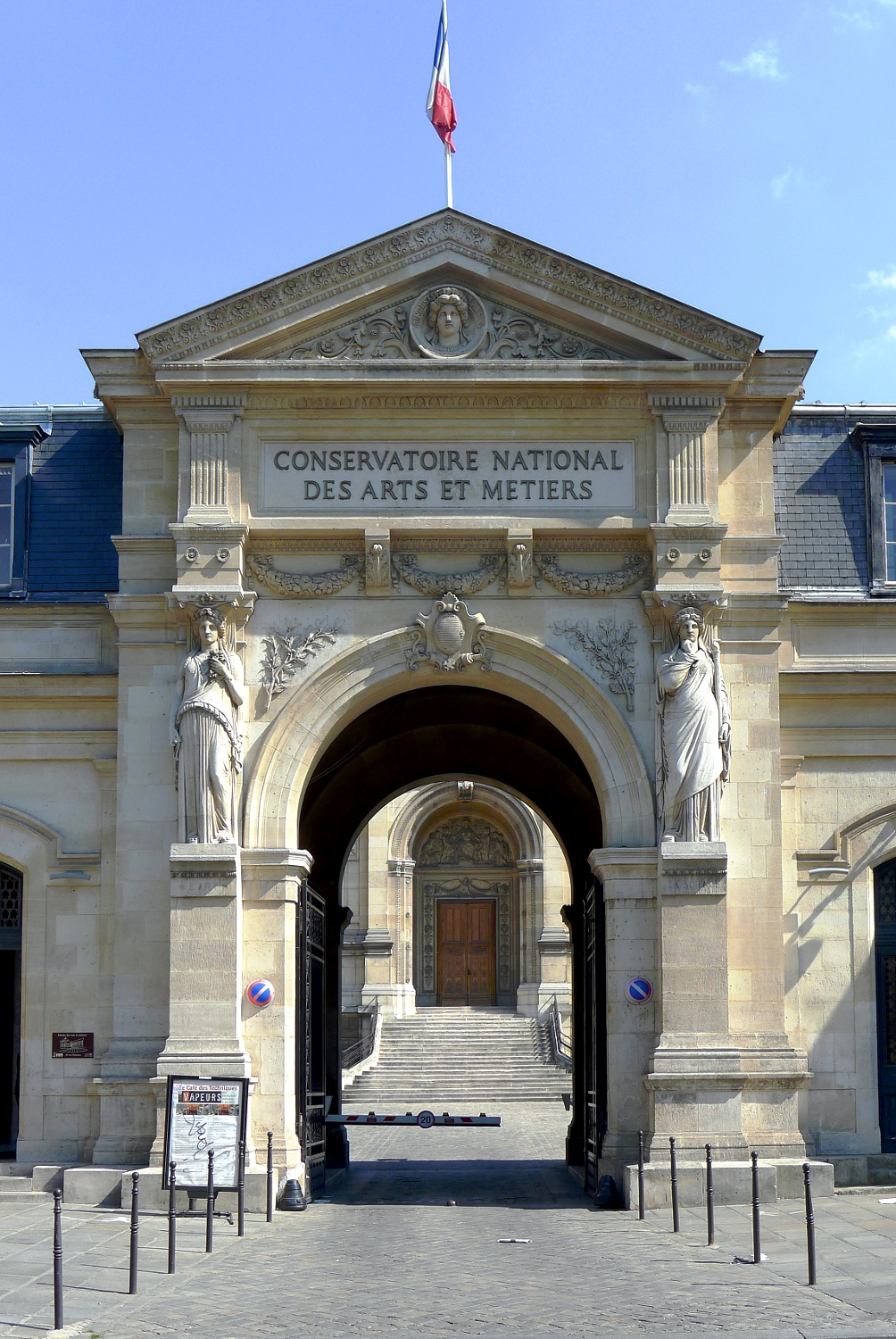
Par de cariátides neoclássicas na entrada do Conservatoire national des arts et métiers (Rue Saint-Martin no . 292 ), Paris, arquiteto desconhecido, meados do século XIX.
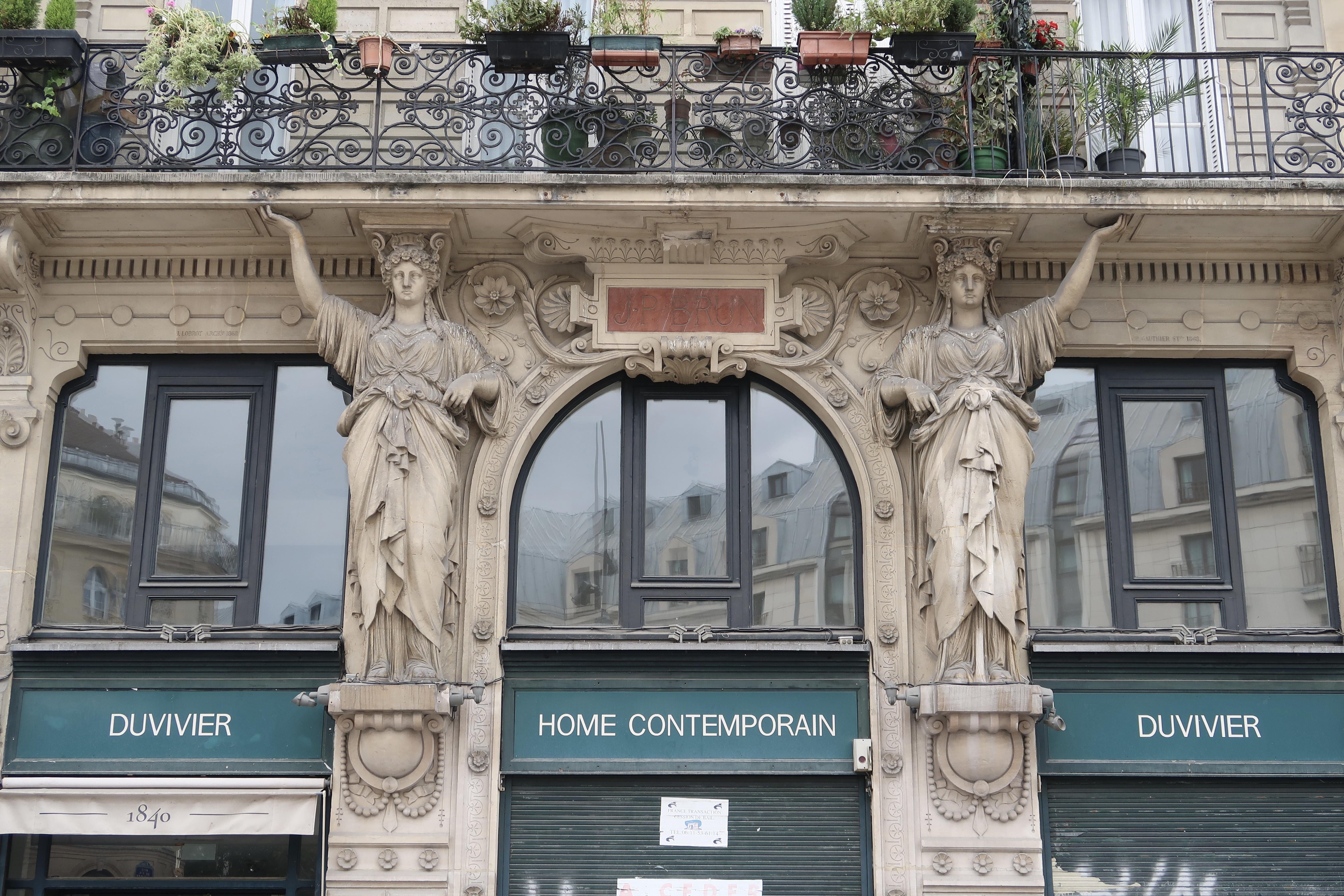
Cariátides neoclássicas da Rue des Halles no. 19, Paris, desenhado por Jean Lobrot e esculpido por Charles Gauthier, 1868
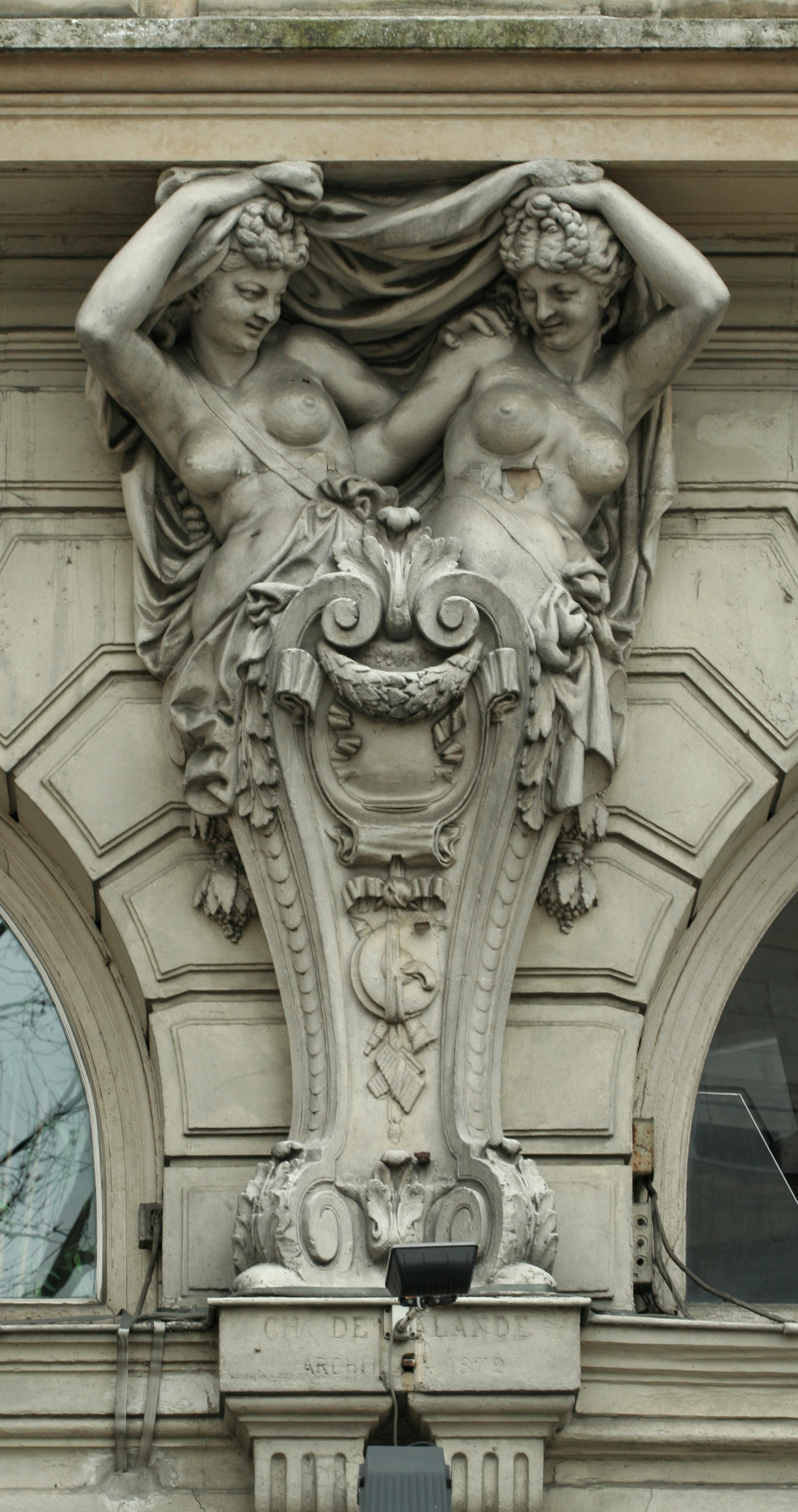
Cariátide dupla, Beaux Arts, na fachada do Théâtre de la Renaissance, Paris, de Charles de Lalande, 1873
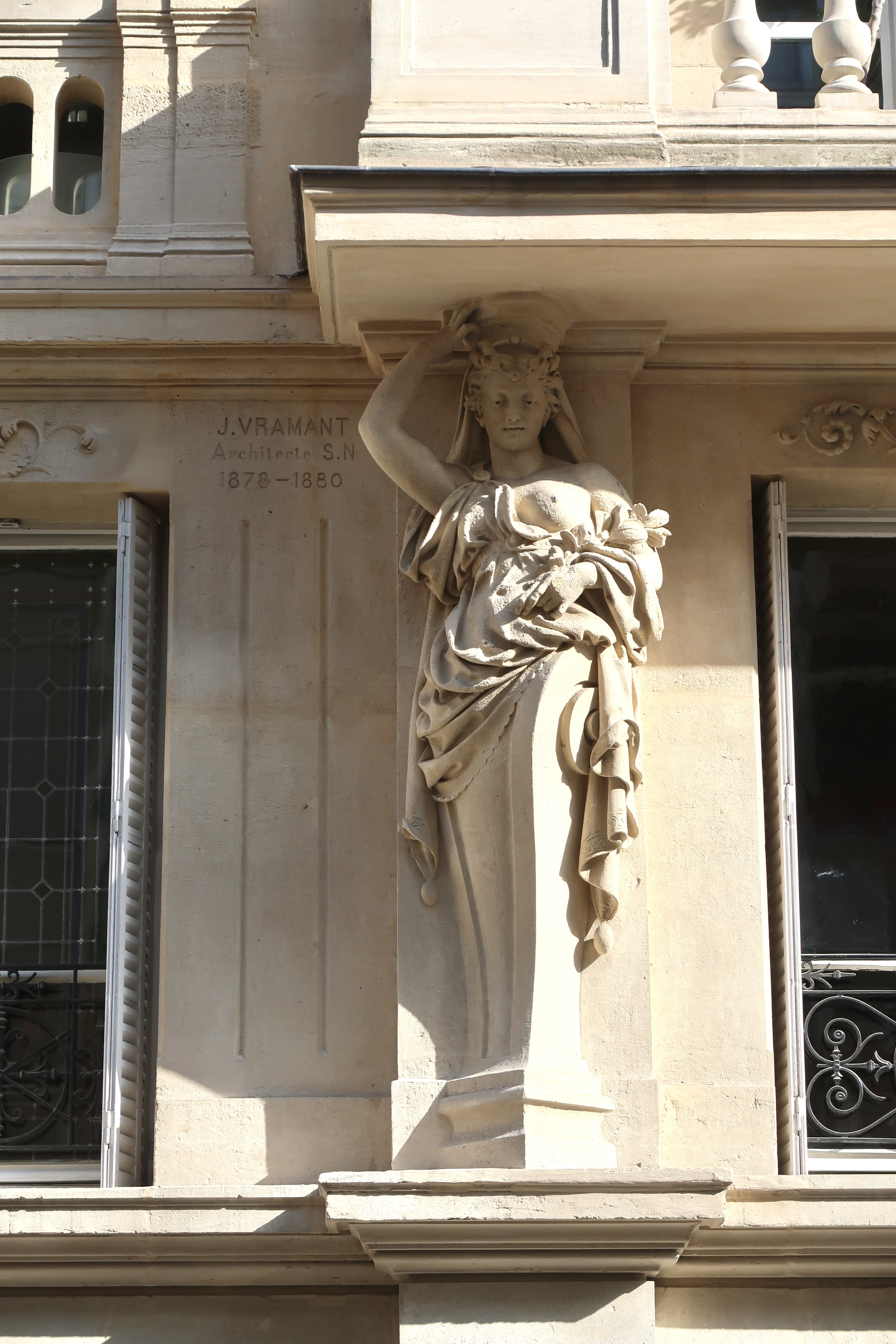
Cariátide, Beaux Arts, (principalmente Neoclássica, mas também neo-barroco através da parte inferior girada a 45°) da Rue Chomel não . 11, Paris, por J. Vramant, 1878-1880
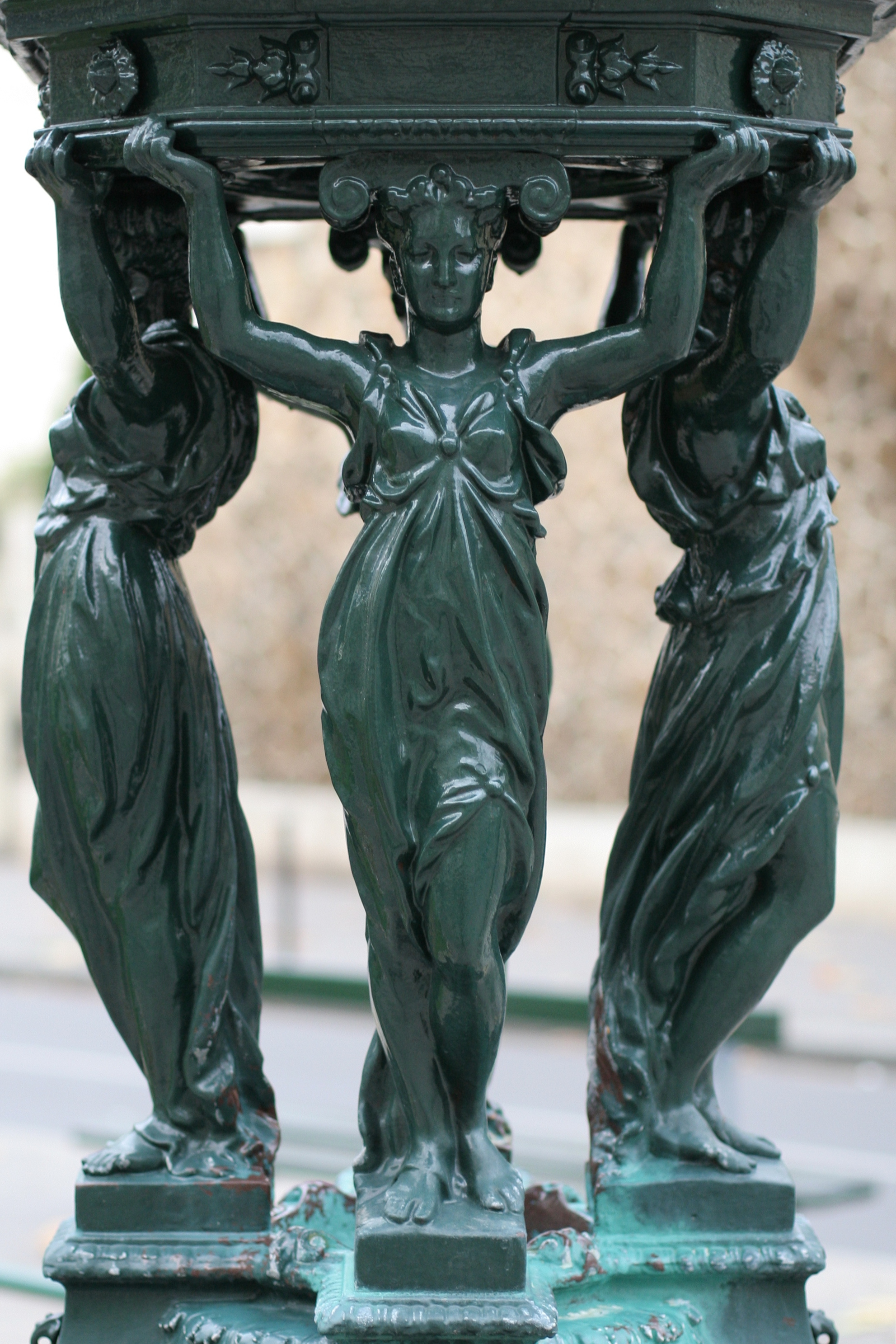
Cariátides neoclássicas de uma fonte de Wallace em Place Moussa-et-Odette-Abadi, Paris, concebida por Richard Wallace e produzida por Charles-Auguste Lebourg, finais do século XIX
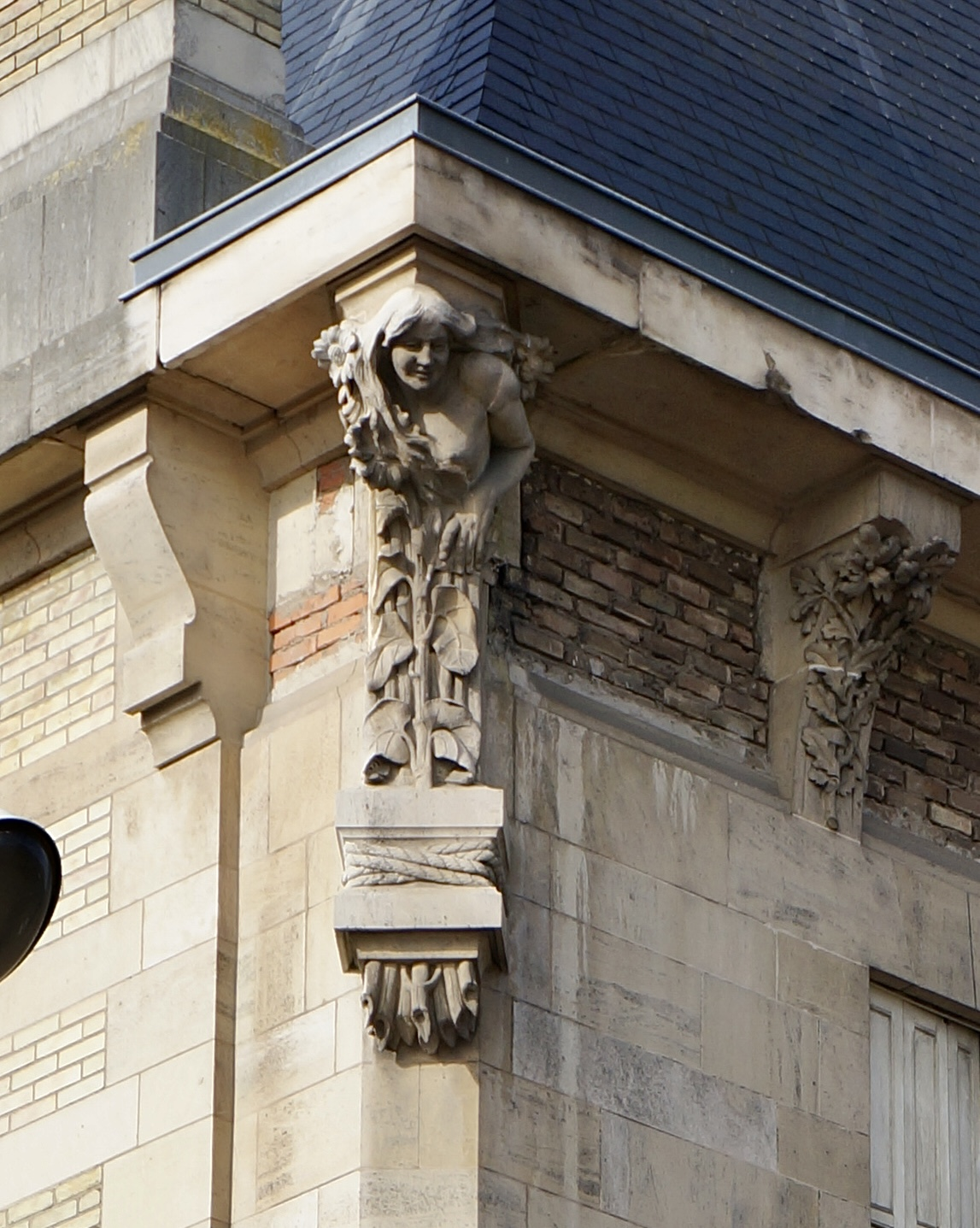
Arte Nova, mísula-cariátide na Maison Vallin (Boulevard Lobau no. 6), Nancy, França, 1894, por Eugène Vallin
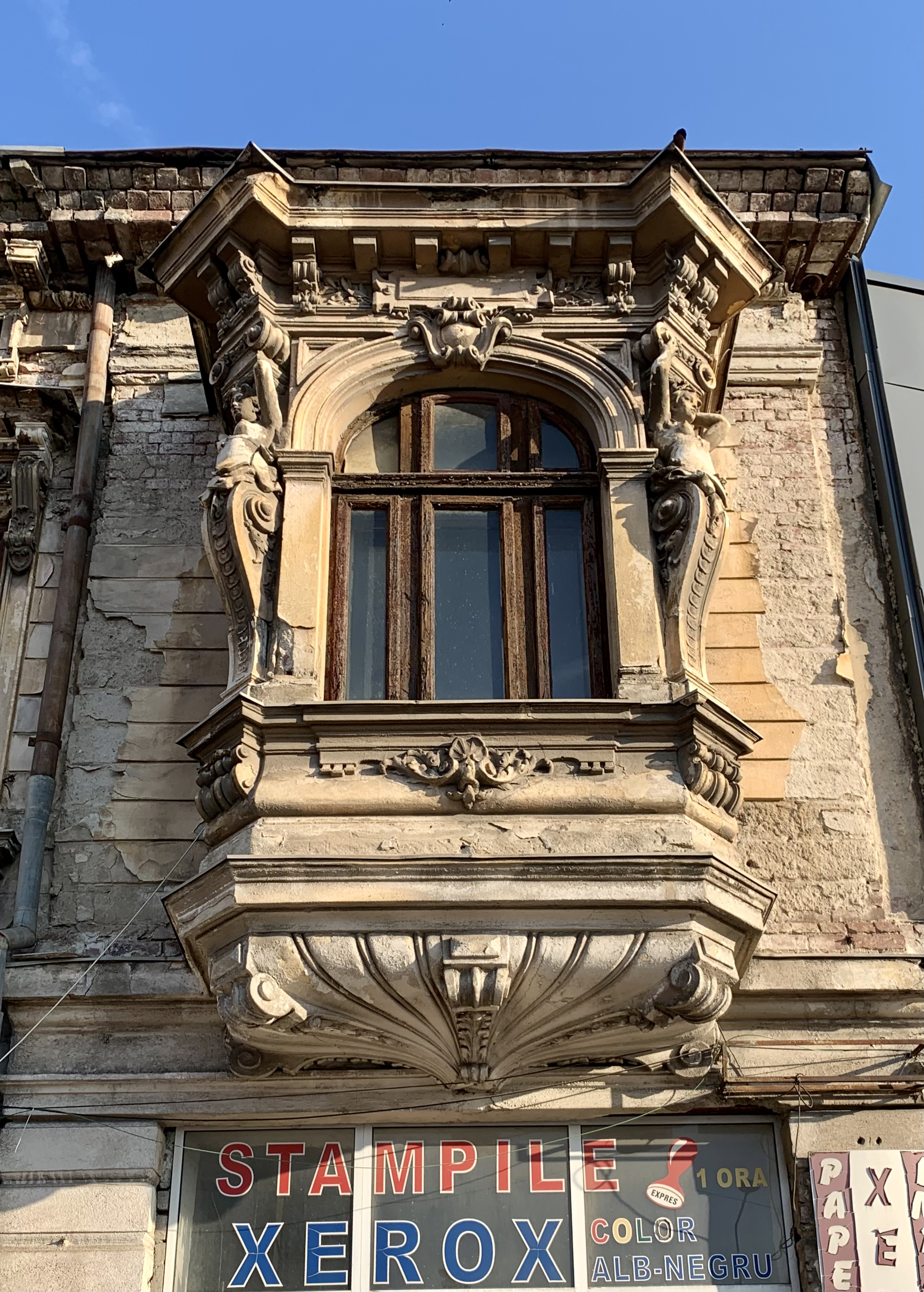
Cariátides Beaux Arts de uma janela oriel de Strada Buzești no. 4, Bucareste, Roménia, arquiteto ou escultor desconhecido, c. 1900
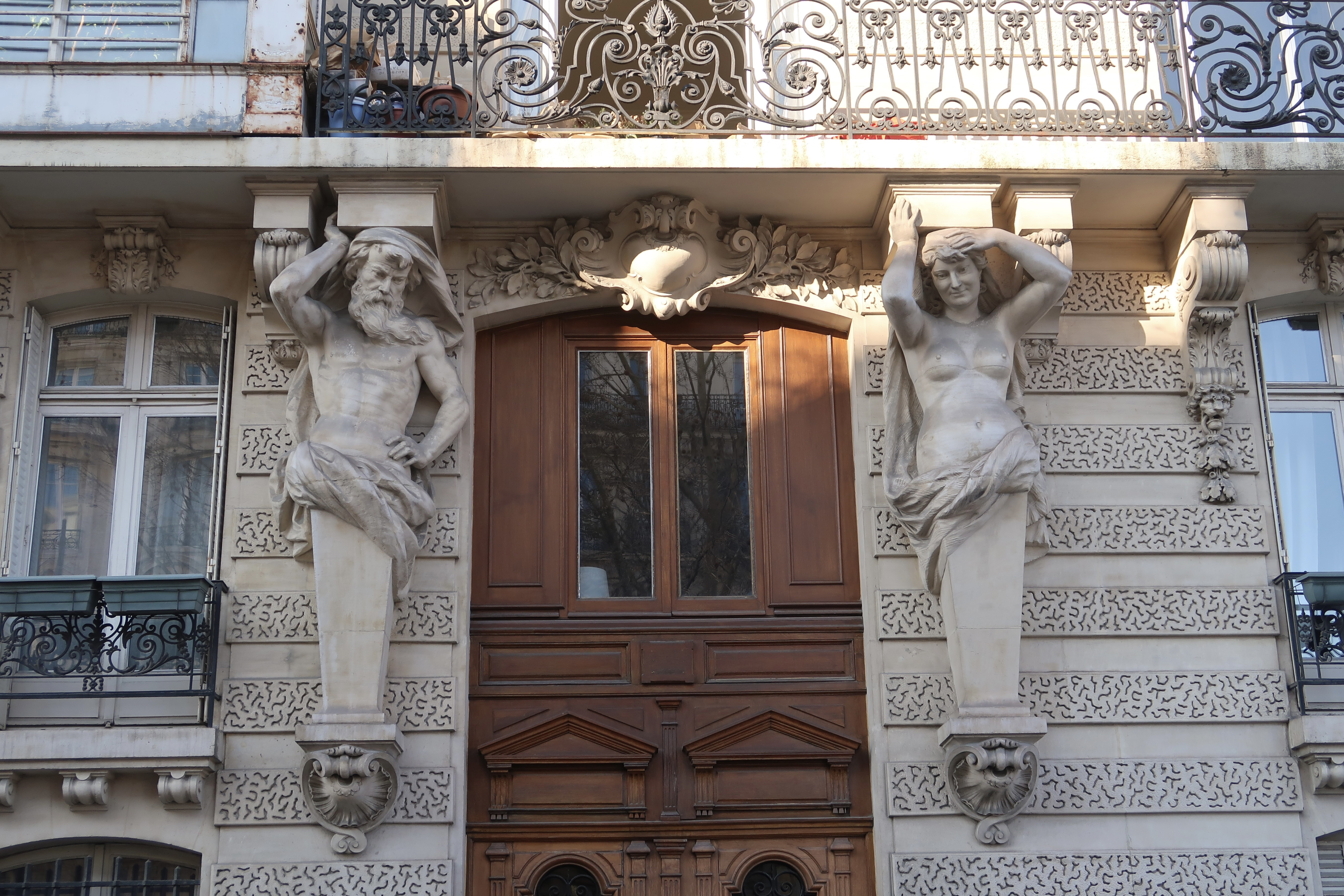
Beaux Arts, atlas e cariátide da Avenida de Tourvill no. 4, Paris, arquiteto ou escultor desconhecido, c.1900
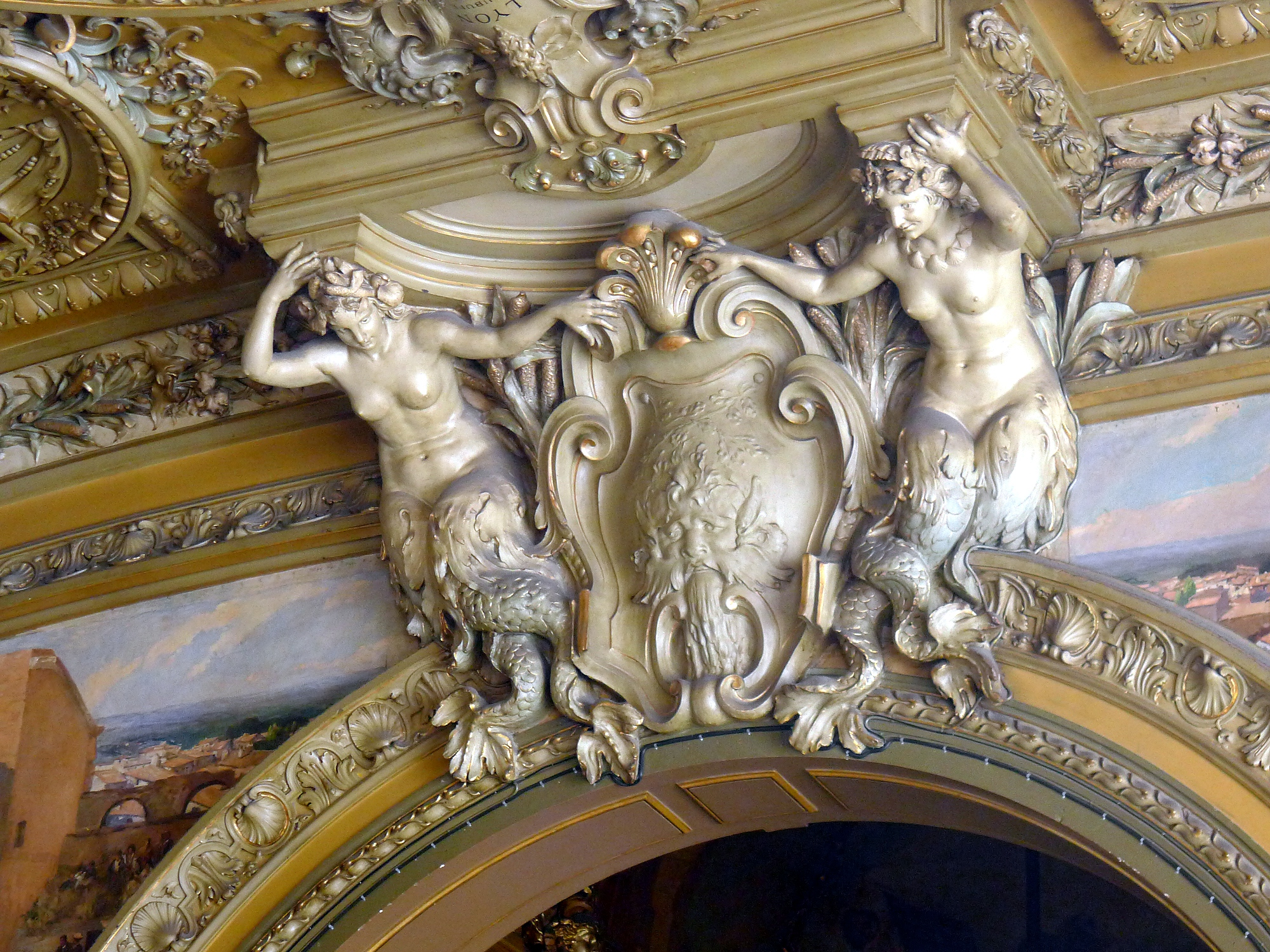
Cariátides de sereia Beaux Arts com uma cartouche em Le Train Bleu, Gare de Lyon, Paris, 1901 , por Marius Toudoire
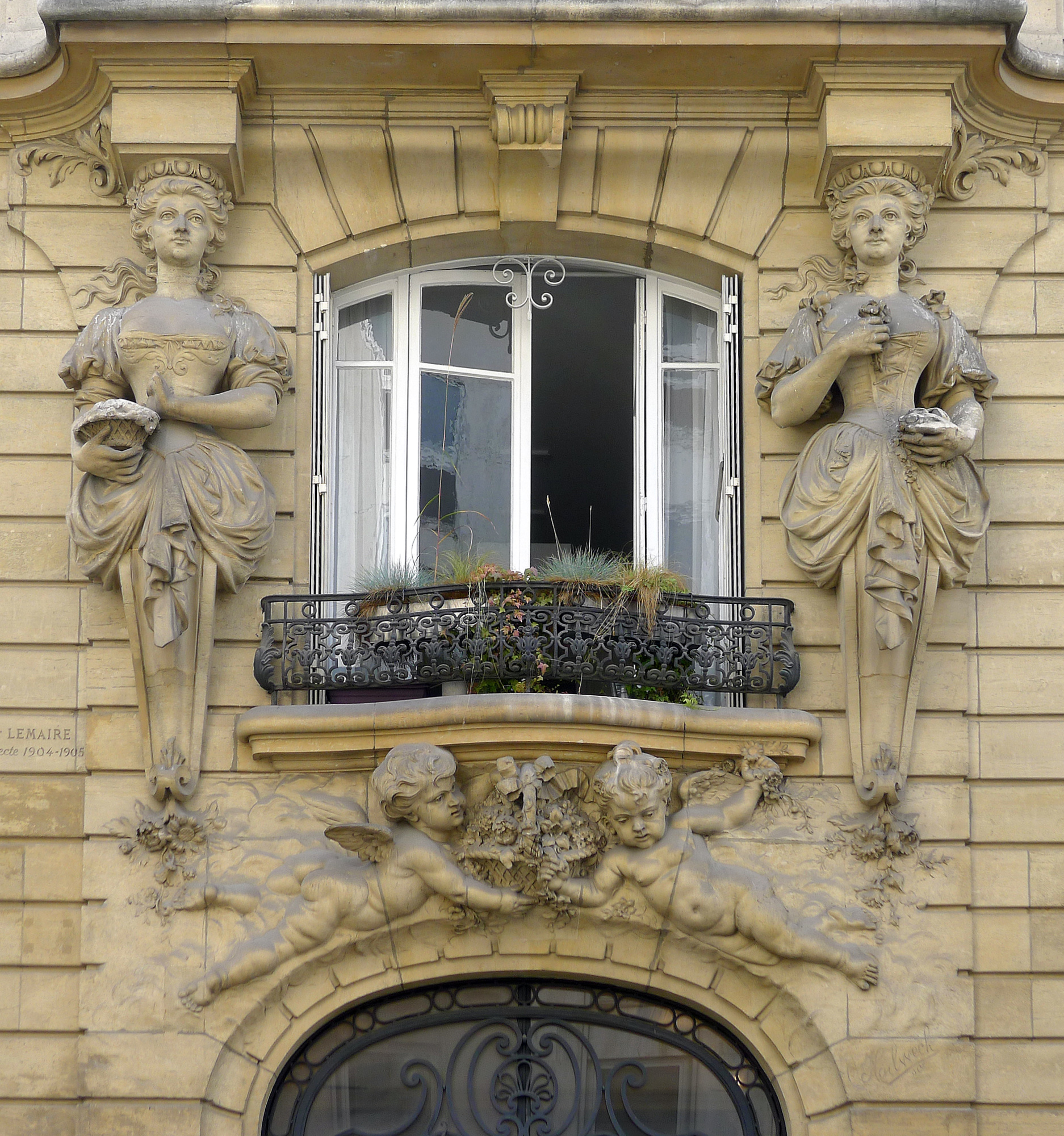
Cariátides do rococó revivalista da Rue Notre-Dame-des-Champs no. 82, Paris, desenhado por Constant Lemaire e esculpido por Louis Hollweck, 1904-1905
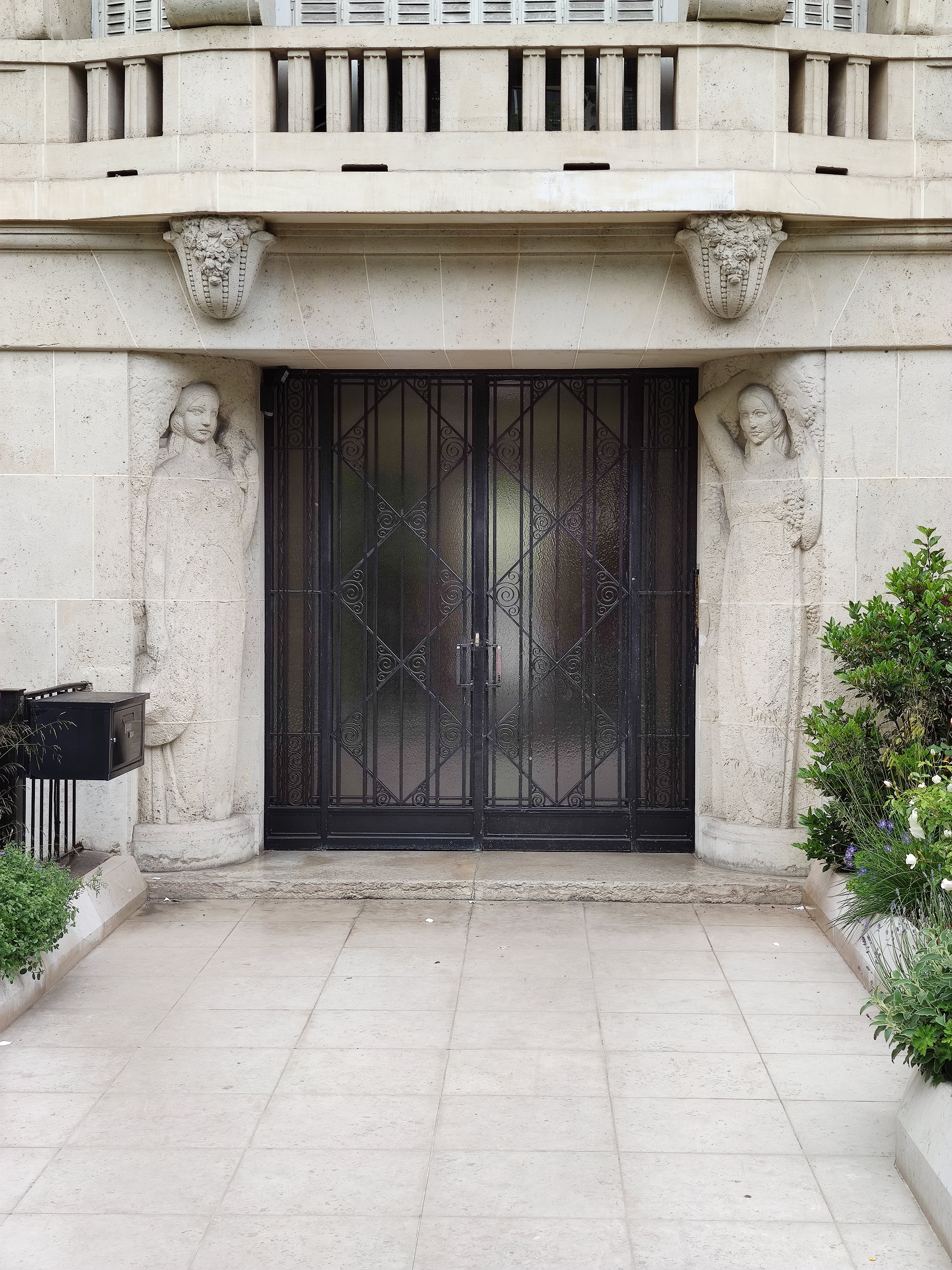
Art Deco cariátides da Avenida Henri-Martin no. 90, Paris, por Charles Labro, 1927
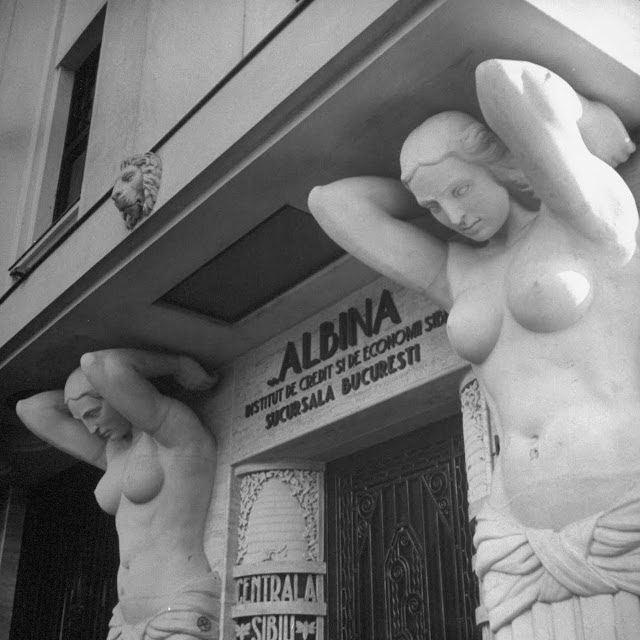
Cariátides Art Déco em Banca Albina (Strada Edgar Quinet no. 6), Bucareste, arquitecto ou escultor desconhecido, c.1930
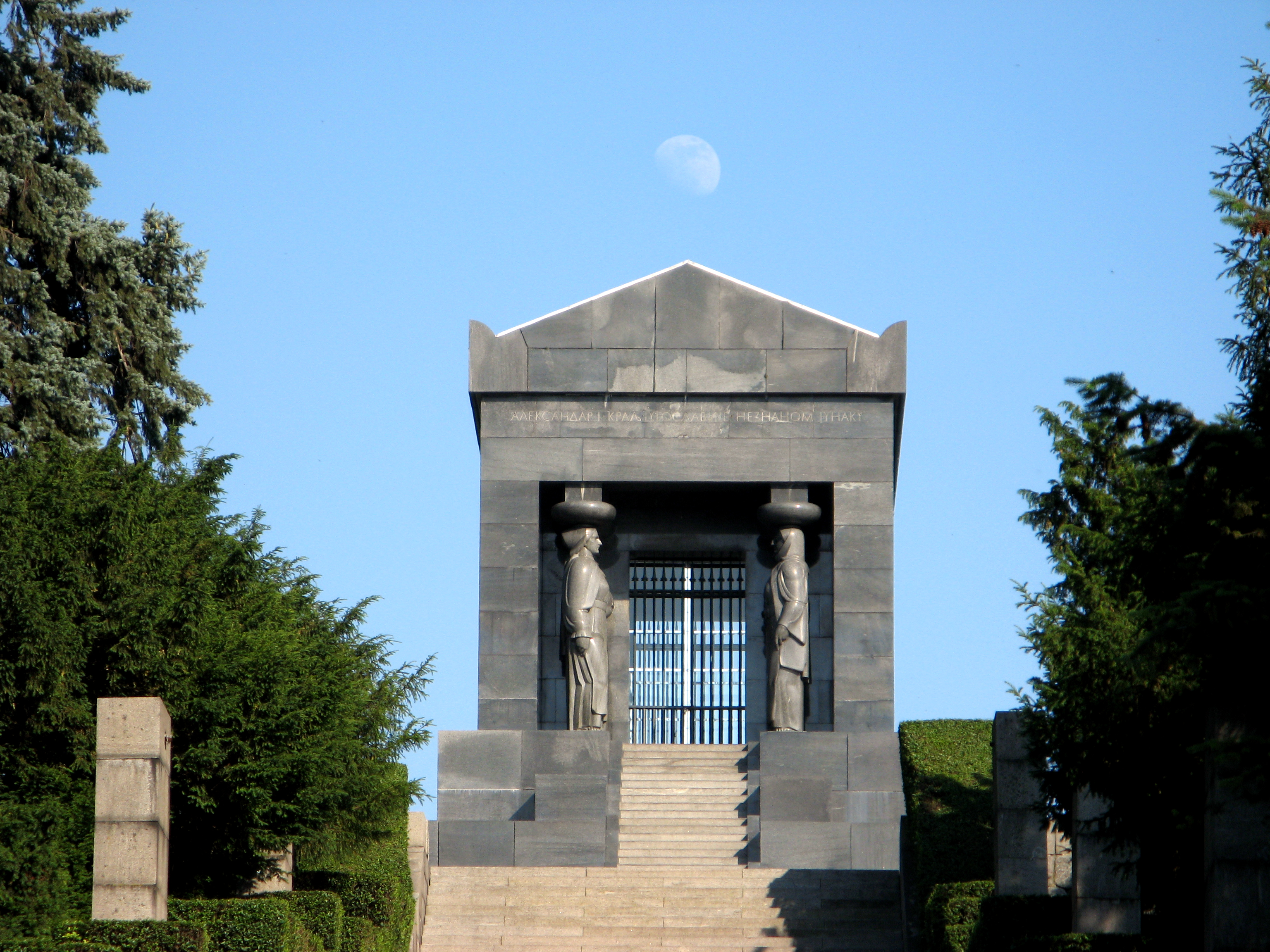
Cariátides Art Déco do Monumento ao Herói Desconhecido, no topo do Monte Avala, sudeste de Belgrado, Sérvia, wirhcariátides representando todos os povos do Reino da Jugoslávia, por Ivan Meštrović, 1934–1938
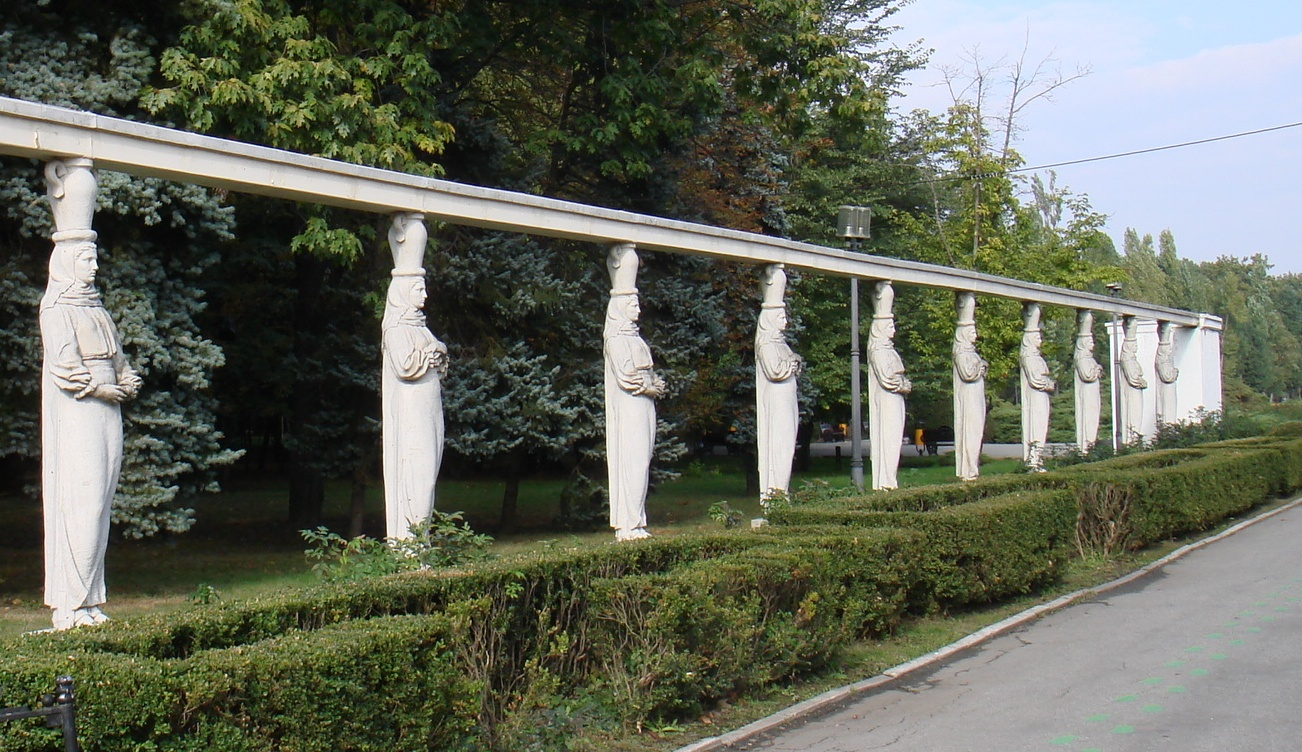
Cariátides neoclássicas do Beco das Cariátides no Parque Herăstrău, Bucareste, vestidas como mulheres Camponesas romenas, esculpidas por Constantin Ricci  , 1939
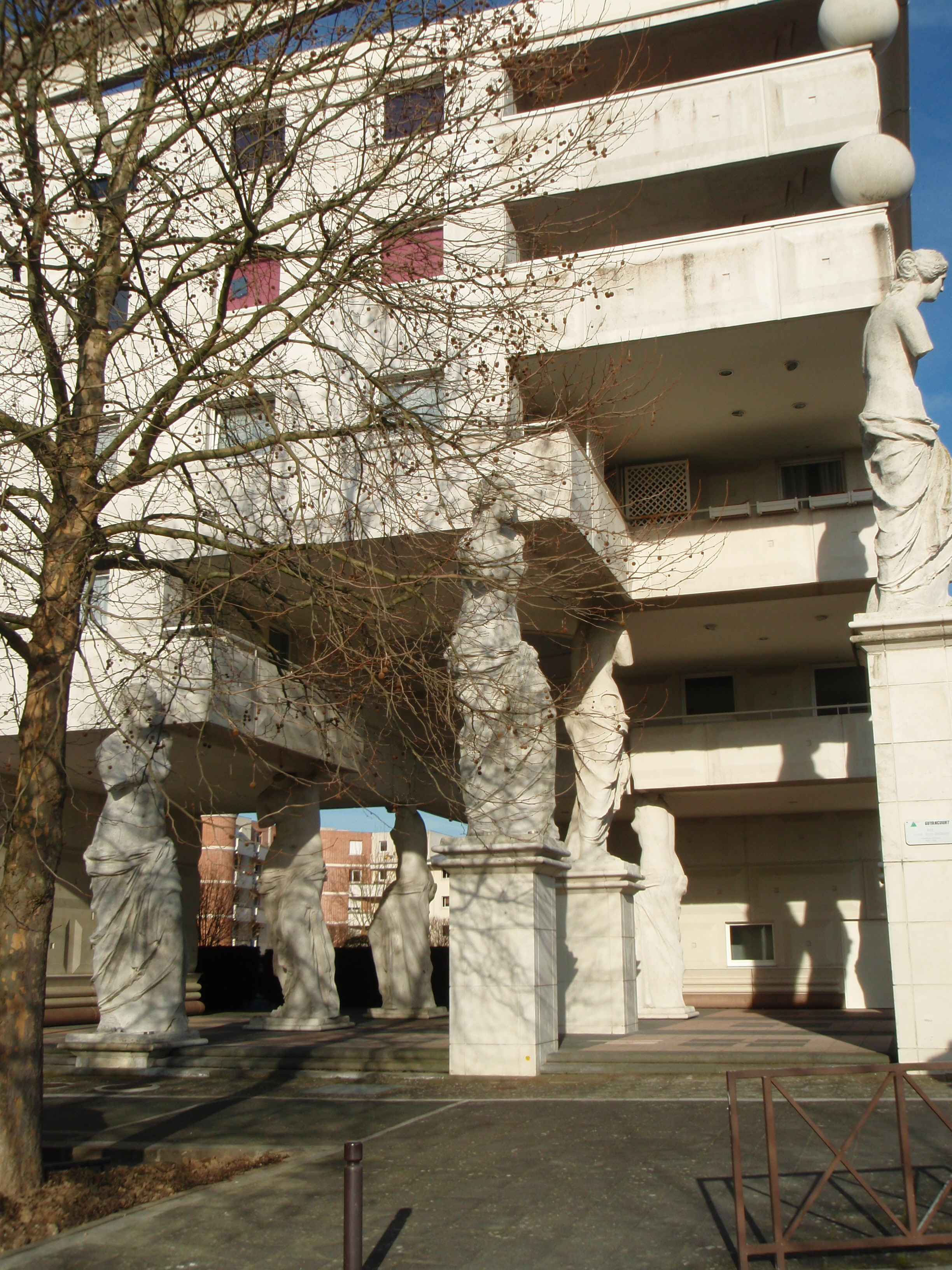
Arquitetura pós-moderna, Vénus de Milo cariátides da Rue Frank Lloyd Wright no. 14, Guyancourt, França, por Manuel Núñez Yanowsky, 1992
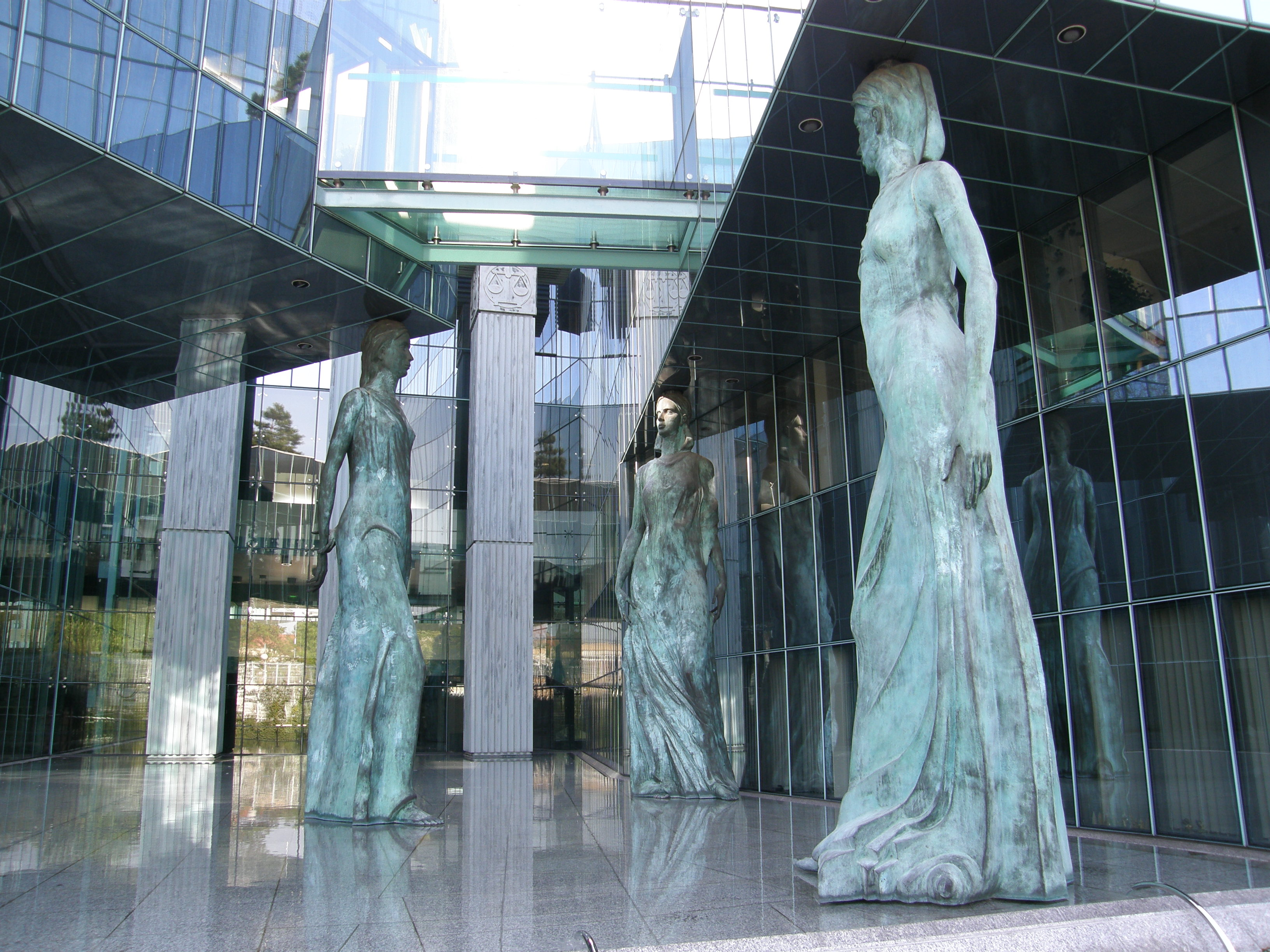
Cariátides pós-modernas da Suprema Corte da Polónia, Varsóvia, por Marek Budzynski e Zbigniew Badowski, 1996-1999
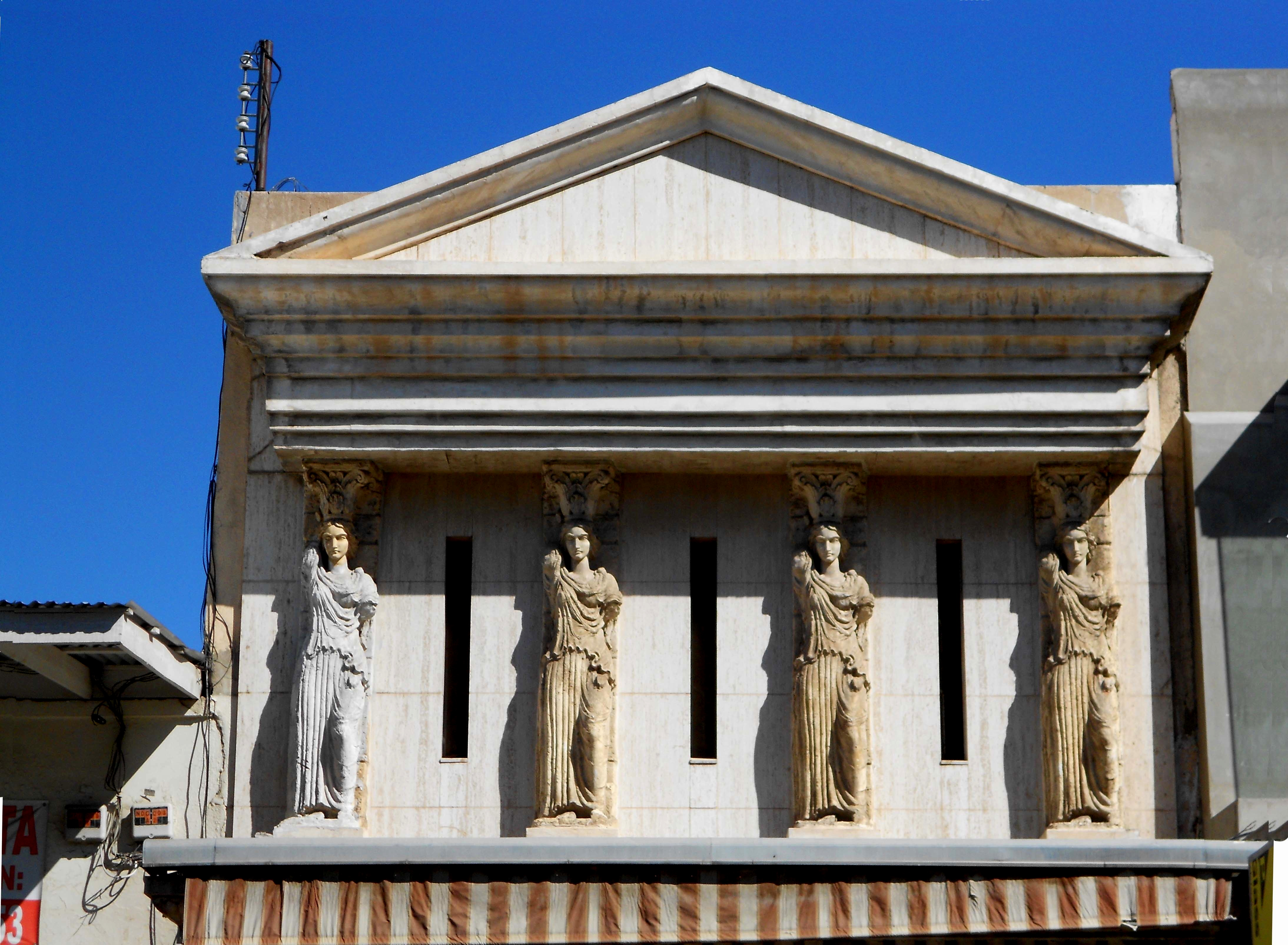
Cariátides de pedra fundida pós-modernas em Nogales, México, arquiteto desconhecido, data desconhecida
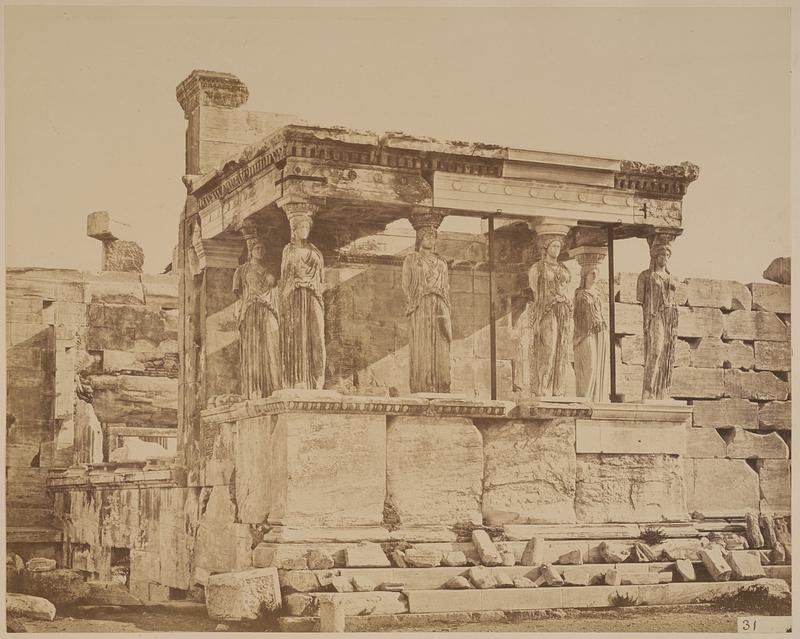
Cariátides, ca. 1865; da Coleção Nicholas Catsimpoolas da Biblioteca Pública de Boston